# Brixner Domkreuzgang

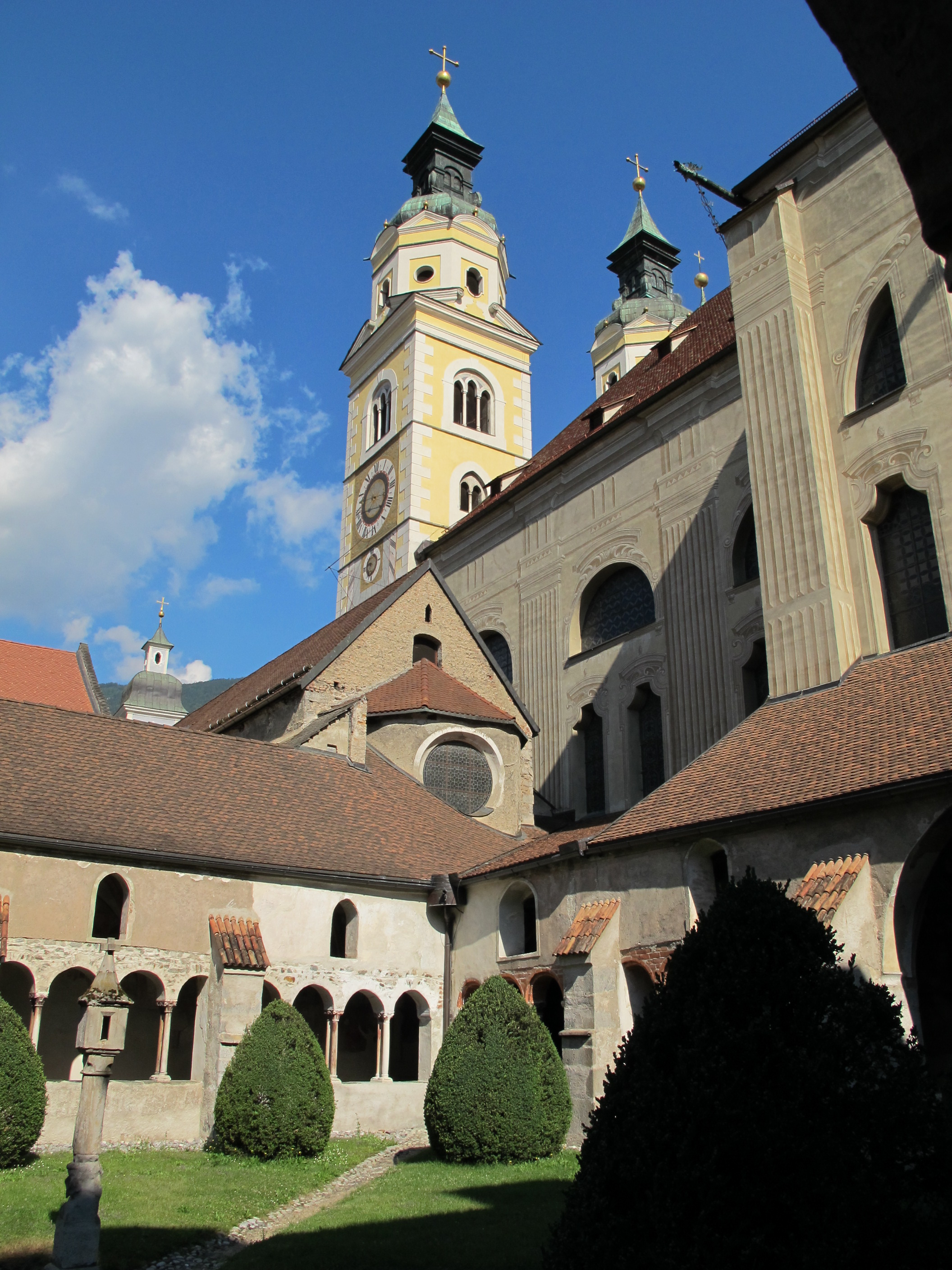
Blick vom Kreuzgang zum Dom

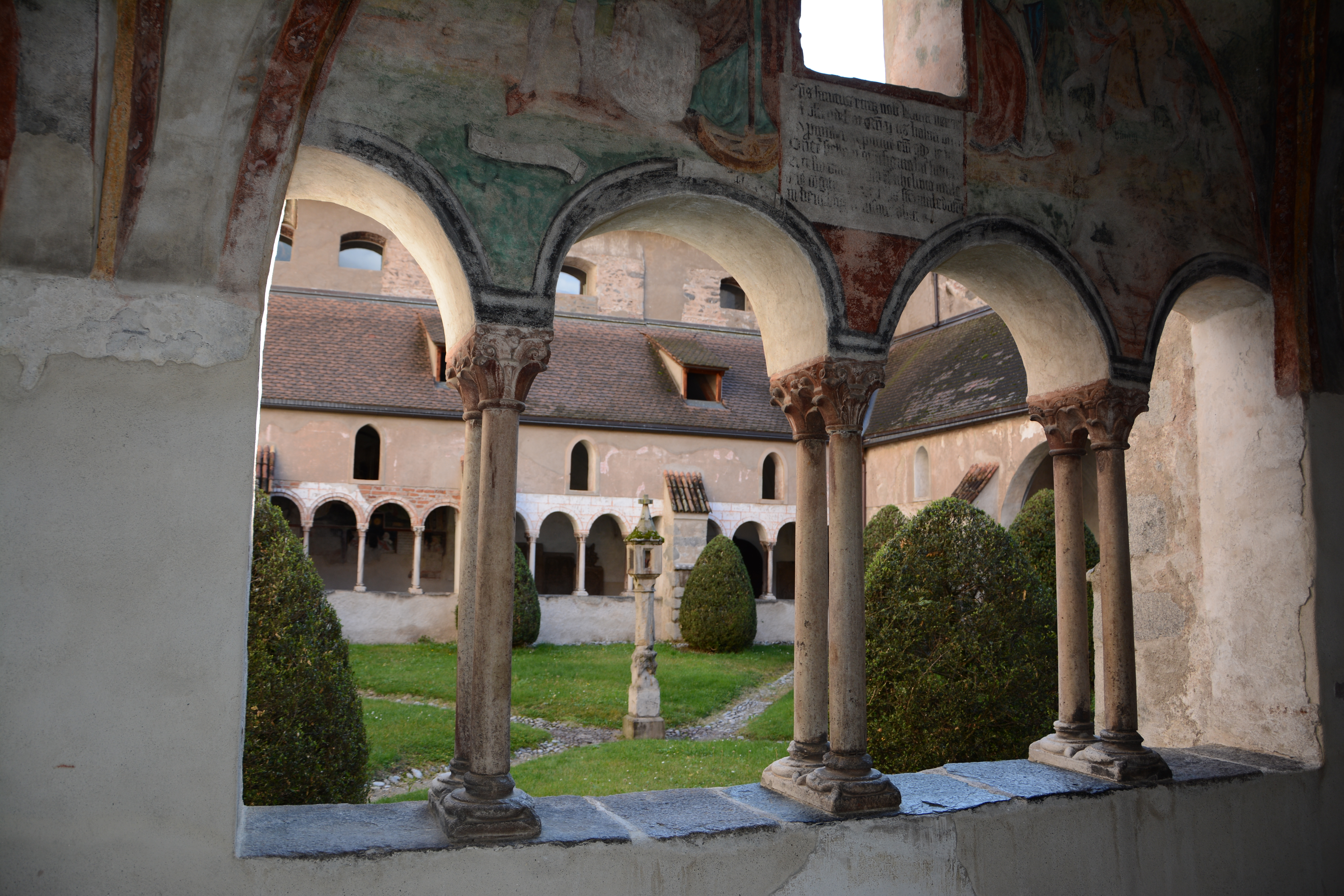
Innenhof mit gotischer Totenleuchte (um 1500)

Der Brixner Domkreuzgang zählt zu den bedeutendsten Kunstdenkmälern Südtirols. Er entstand in vorromanischer Zeit und wurde später romanisch und gotisch umgestaltet. Mit den angrenzenden Gebäuden – darunter Brixner Dom, Johanneskapelle und Frauenkirche – stellt der Kreuzgang das Zentrum des Dombezirks dar. Berühmt ist er vor allem wegen seiner Fresken aus der Zeit der Gotik.

## Anlage

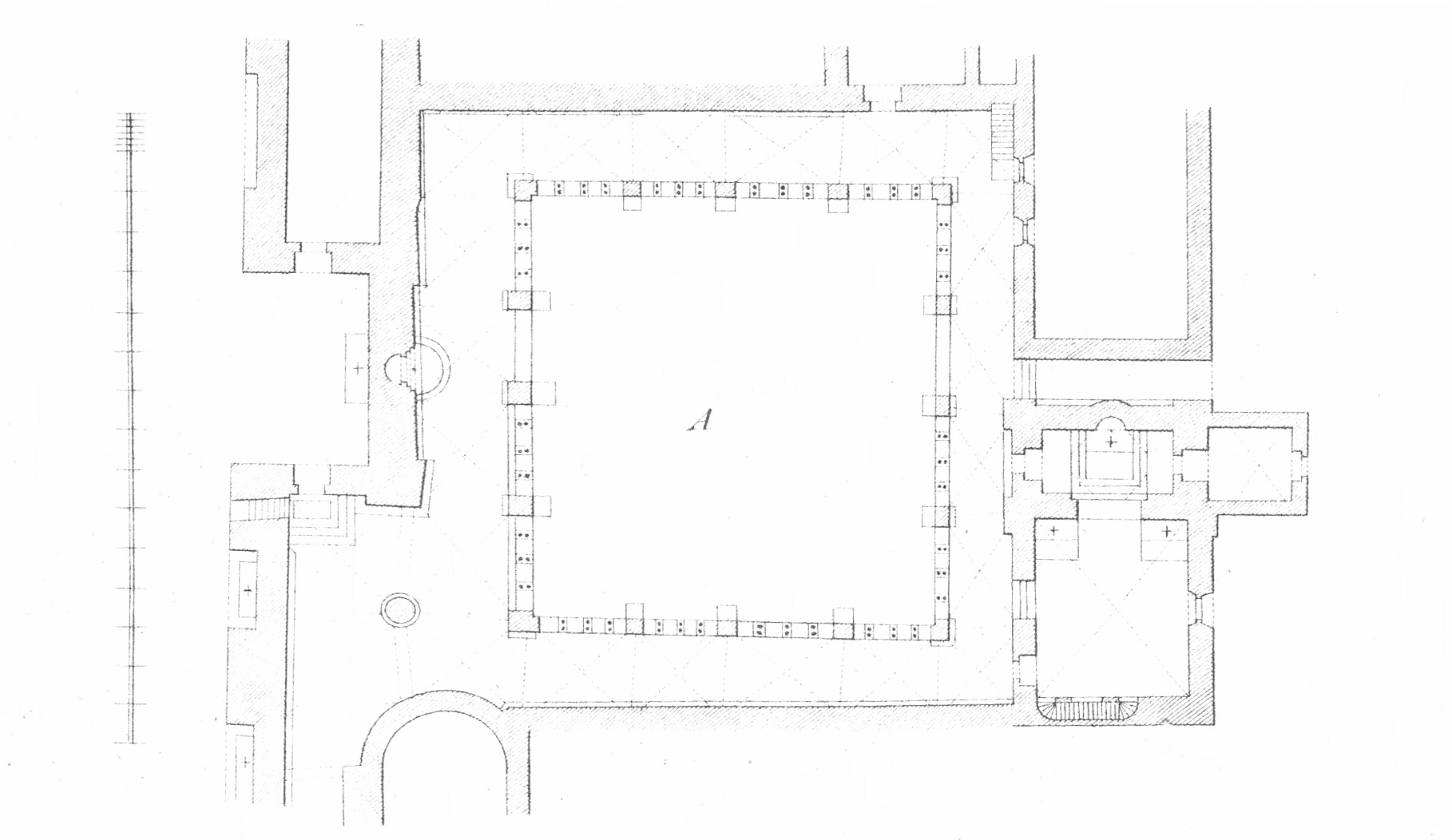
Nach Osten ausgerichteter Grundriss des Kreuzgangs; links erkennbar Teile des Doms, rechts unten die Johanneskapelle und links unten die Apsis der Frauenkirche

Der Kreuzgang liegt an der Südseite des Domes und ist mit diesem durch einen Zugang verbunden. Der Innenhof ist fast quadratisch (ca. 20 × 20 m), in seiner Mitte befindet sich eine steinerne Totenleuchte aus der Zeit um 1500. Die vier umgebenden Arkadengänge sind nicht gleich breit, am breitesten ist der an den Dom angrenzende Nordflügel. Die Fensteröffnungen des Kreuzganges zum Innenhof sind unverglast.
Außer dem Dom im Norden grenzen noch andere Gebäude an den Kreuzgang an: im Süden die Johannes-Kapelle sowie die Domschule und darüber der Kapitelsaal, im Osten der Domherrenhof sowie im Westen die Frauenkirche, deren Apsis im Bereich der 8. Arkade sogar ein wenig in den Kreuzgang hineinragt, sowie Nebenbauten des alten Domherrenhofs. Somit bildet der Kreuzgang das Zentrum des Dombezirkes.

## Geschichte
Der heutige Kreuzgang geht auf eine vorromanische Anlage zurück, die noch die klassische Form von zweimal fünf und zweimal vier Arkaden und Eckarkaden hatte, so dass der Innenhof damals etwa 20 × 25 m maß. Nach dem Brand des Domes 1174 erhielt dieser einen nach Süden vorgeschobenen Querschiffarm, der es notwendig machte, den Nordflügel des Kreuzgangs in Richtung Innenhof zu verschieben. Damals entstand auch das romanische Südportal des Doms. Um 1200 wurde auch der restliche Teil des Kreuzgangs neu gestaltet und erhielt seine marmornen Doppelsäulchen mit Blatt- und Knospenkapitellen. Der romanische Kreuzgang war mit einem flachen Pultdach und offenem Dachstuhl gedeckt. Dies widersprach später dem Raumempfinden des 14. Jahrhunderts, das die Einwölbung sakraler Bauten bevorzugte. Es wird angenommen, dass Bischof Friedrich von Erdingen (1375–1396) die Neugestaltung veranlasste und dass sie durch den im Kreuzgang bestatteten Meister Utz(o) durchgeführt wurde. Damals entstanden die heutigen Kreuzgratgewölbe der Arkaden.
In späterer Zeit erfolgten keine wesentlichen Veränderungen des Kreuzganges, mit Ausnahme des Abbruchs der St.-Christoph-Kapelle an der Nordwestecke, wo ein Zugang zum Domplatz geschaffen und zwischen der achten und neunten Arkade ein das Gewölbe tragender Rundpfeiler eingesetzt wurde. Der Treppenaufgang ins Kapitelhaus in der Südostecke entstand vermutlich im frühen 17. Jahrhundert. Beim Neubau des barocken Domes blieb der Kreuzgang weitgehend unangetastet.

## Bemalung
Bereits vor der Einwölbung war der Kreuzgang bemalt, vorwiegend in Röteltechnik. Spuren dieser frühgotischen Bemalung befinden sich in der 1. und 14. Arkade. Bei den Restaurierungsarbeiten wurden oft mehrere übereinanderliegende Bemalungsschichten festgestellt.
Die heutige Freskenbemalung entstand ab ca. 1390 nach der gotischen Umgestaltung des Kreuzganges. Sie erfolgte schrittweise während des 15. und bis Anfang des 16. Jahrhunderts, meist im Auftrag der Domherren, die im Kreuzgang bestattet wurden. So ergab sich kein einheitliches Bildprogramm, wenn auch manche Arkaden thematisch zusammengehören. Besonders beliebte Motive wie die Geburt Christi kommen auch mehrfach vor. Andererseits kann man durch die sukzessive Bemalung sehr schön die Entwicklung der spätgotischen Malerei an einem Ort verfolgen. Die Namen der Künstler sind meist unbekannt, stilistische Zuschreibungen sind aber möglich, beispielsweise an die Meister Leonhard von Brixen und Ruprecht Potsch mit ihren Werkstätten. Die meisten Künstler waren Einheimische, aber auch wandernde Künstler aus Italien und Deutschland beteiligten sich an der Bemalung. Man unterscheidet:
- Bilder im weichen Stil (1390–1440) mit idealisierten Gestalten und Motiven (4. sowie 9. bis 13. Arkade),
- beginnenden Naturalismus der Spätgotik um die Mitte des 15. Jahrhunderts (2., 3., 5., 14 und 15. Arkade) sowie
- Spätkunst des Mittelalters, die Landschaft und Körper beherrschte, im letzten Drittel des 15. Jahrhunderts (1. sowie 6. bis 8. Arkade).

Die Fresken wurden in den letzten Jahrzehnten vom Südtiroler Denkmalamt restauriert und befinden sich in gutem Zustand.
Die Zählung der Arkaden erfolgt im Uhrzeigersinn, beginnend in der Mitte des Südflügels mit der ersten bemalten Arkade.

### Erste Arkade

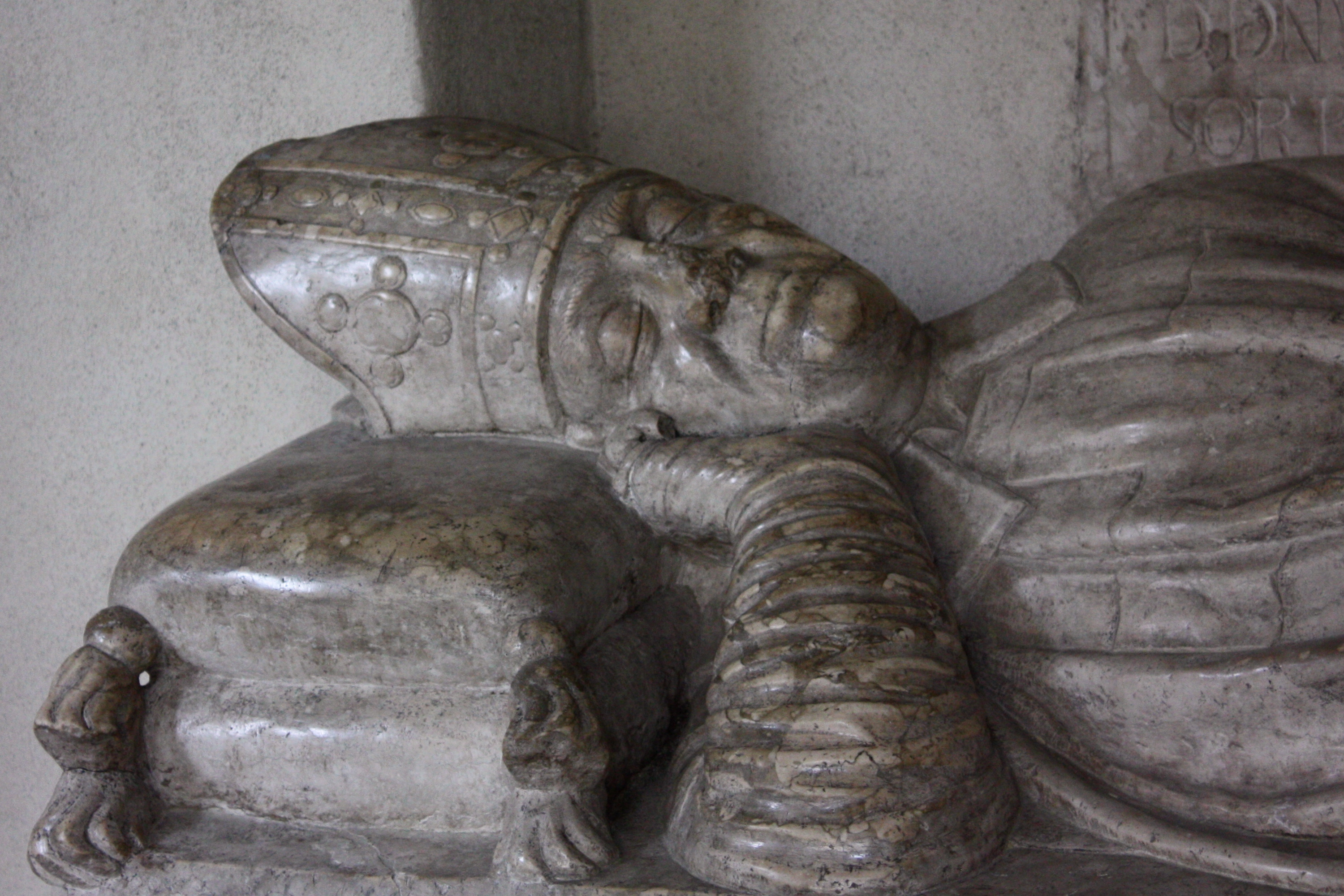
1. Arkade: Sarkophag des Fürstbischofs Fuchs von Fuchsberg

Die erste Arkade mit dem Sarkophag des Fürstbischofs Christoph Fuchs von Fuchsberg († 1542) befindet sich im Südflügel, links vom ehemaligen Südeingang.
Die Ausmalung wurde von Domdekan Dr. Benedikt Fieger († 1490 in Wien) gestiftet und vom Brixner Maler Ruprecht Potsch um 1490 ausgeführt.
- Gewölbe

Vier Szenen aus dem Leben des Apostels Paulus: Predigt auf dem Areopag von Athen, Verhör durch den römischen Statthalter Festus, Schiffbruch vor Malta, der Heilige bleibt auf Malta nach einem Schlangenbiss unversehrt.
- Südwand

Der Apostel Johannes auf Patmos schaut in einer Vision die apokalyptische Frau, Stifterfigur des Domdekans Fieger mit Wappen. Reste älterer Fresken sind ebenfalls zu erkennen.

### Zweite Arkade

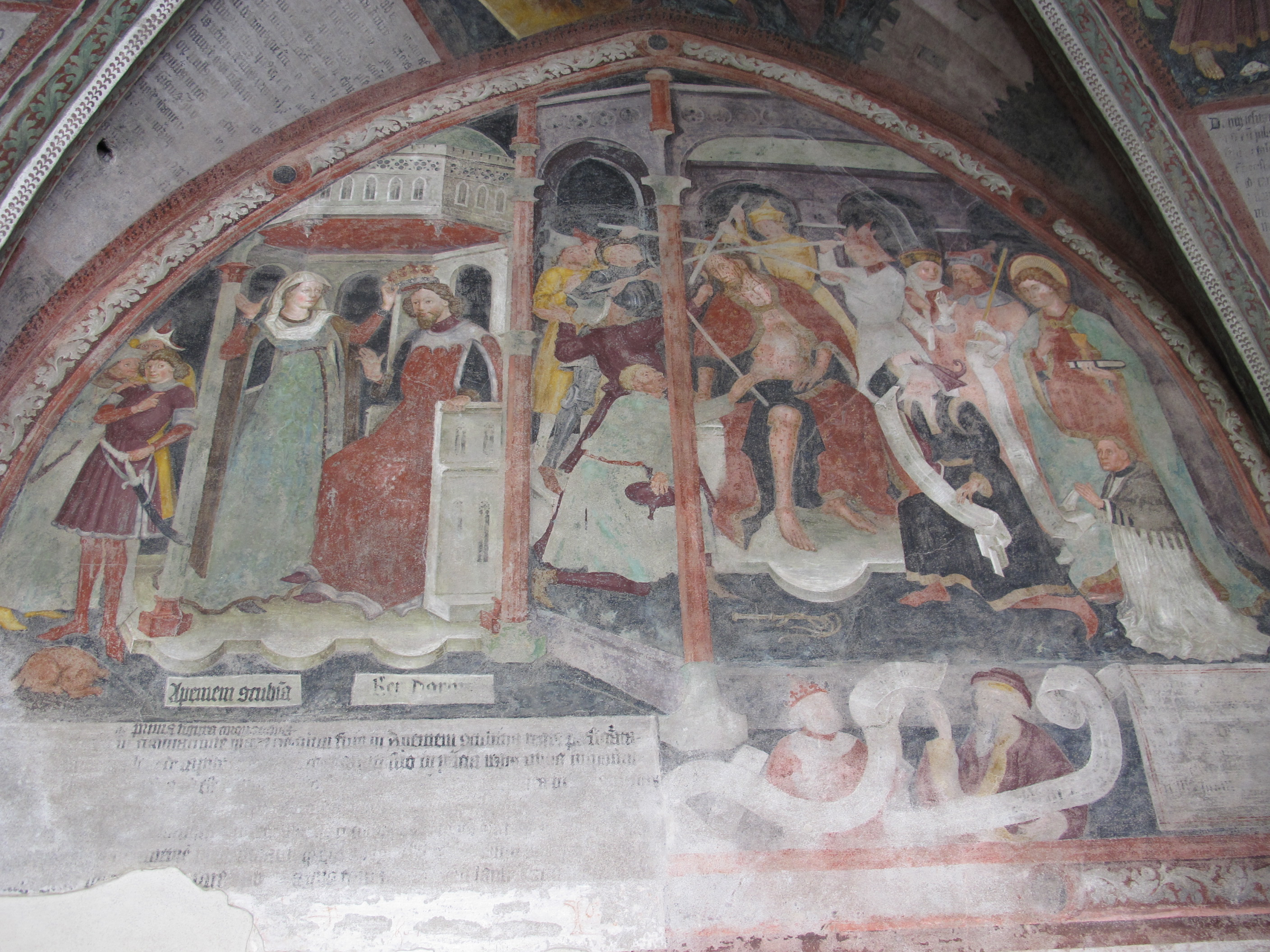
2. Arkade: Apeme ohrfeigt König Darius (links), Dornenkrönung (rechts)

Die Ausmalung wurde von Johannes Sailer († 1462) gestiftet und um 1465 von mehreren Künstlern aus der Werkstatt des Meisters Leonhard von Brixen ausgeführt. Zentrales Thema ist das heilbringende Leiden Christi.
- Gewölbe

Szenen, die auf das Leiden Christi hinweisen: Die bösen Winzer ermorden den Sohn des Weinbergbesitzers, Heimkehr der Kundschafter mit der Riesentraube (Buch Numeri/Mose 4, Kap. 13), König Hanon verspottet Davids Boten durch Abschneiden der Bärte und Gewänder, Kreuztragung Christi
- Südwand

Apeme gibt König Darius eine Ohrfeige (Hinweis auf den geohrfeigten Christus), Dornenkrönung Christi. Stifterfigur des Johannes Sailer
- Nordwand über der Fensterreihe

Erzengel Michael mit der Seelenwaage, Heilige Katharina

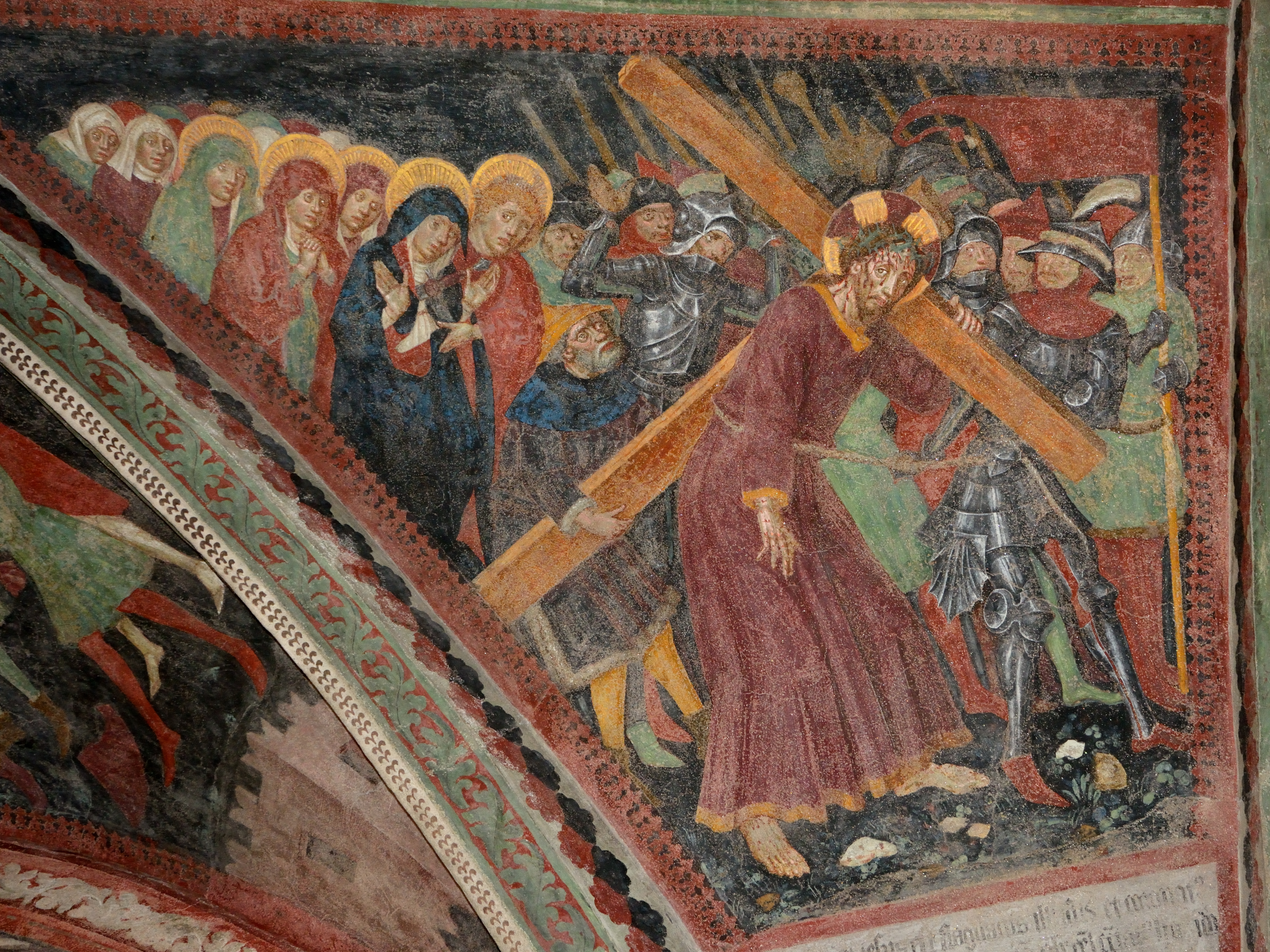
Kreuztragung
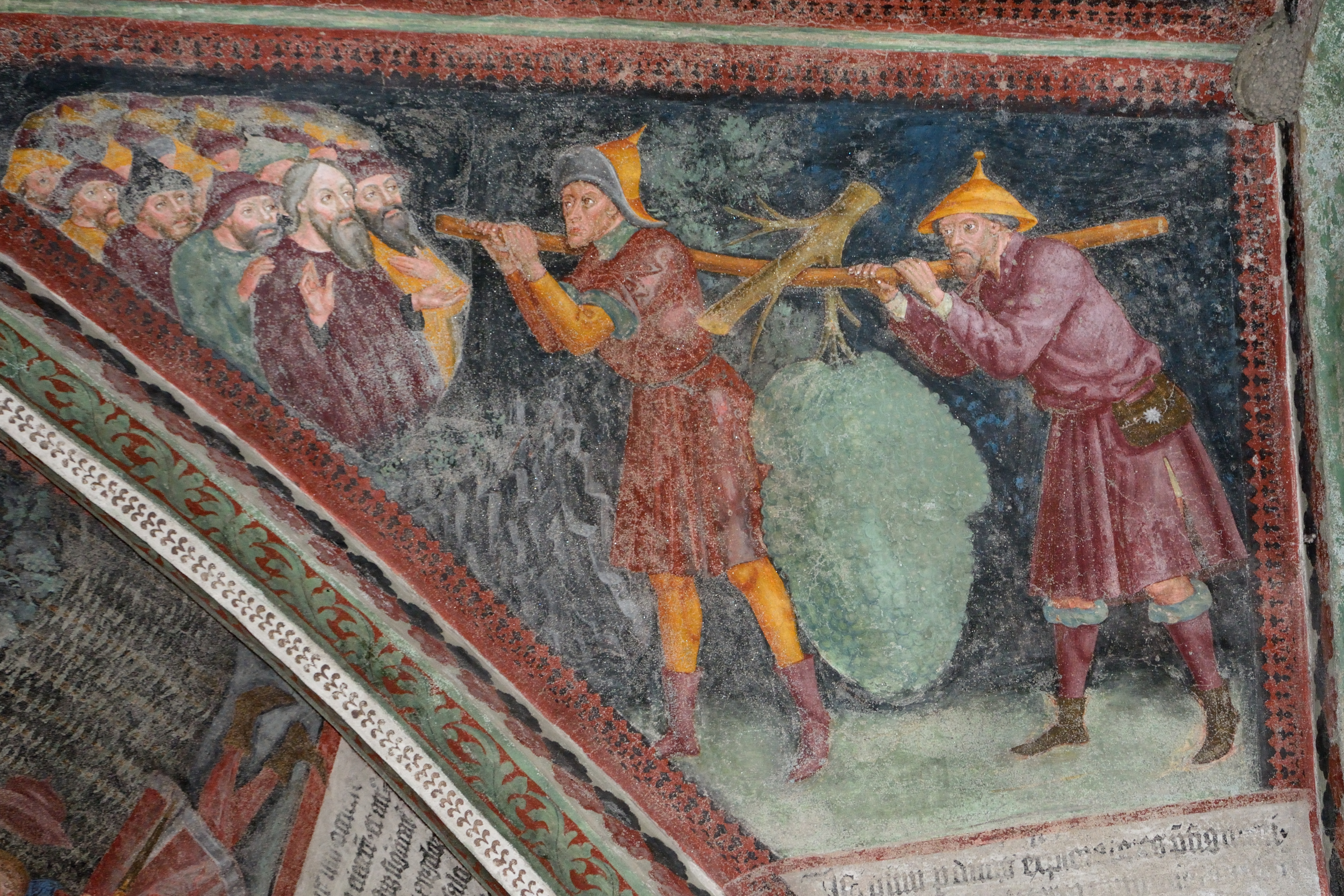
Heimkehr der Kundschafter mit der Riesentraube

### Dritte Arkade
In dieser Arkade an der Südwestecke des Kreuzgangs befindet sich der Eingang zur Johannes-Kapelle (St. Johannes im Kreuzgang). Die Darstellung des Leidens Christi mit Vorbildern aus dem Alten Testament wird hier fortgesetzt. Die Fresken entstanden zur gleichen Zeit und durch die gleiche Werkstatt wie die der zweiten Arkade. Das Kreuzigungsfresko an der Westwand hingegen malte um 1450 Jakob von Seckau, ein Vorläufer des Leonhard von Brixen.
- Gewölbe

Grablegung Christi, der Stifter Notar Paul Greußlinger, die Heilige Dorothea, der ägyptische Josef wird von seinen Brüdern in die Zisterne geworfen, Jona wird vom Fisch verschlungen, Achior wird von den Dienern des Holofernes gebunden, Ijob wird vom Teufel geschlagen und von seiner Frau und zwei Freunden verspottet, Eleasar Awaran tötet einen Kriegselefanten und wird von diesem erdrückt (1 Makk 6,43–46 )
- Südwand

Ecce Homo, Johannes der Täufer mit Stifterfigur
- Westwand

Kreuzigung Christi mit den Schächern und Stifter Ingenuin Brandel († 1448)

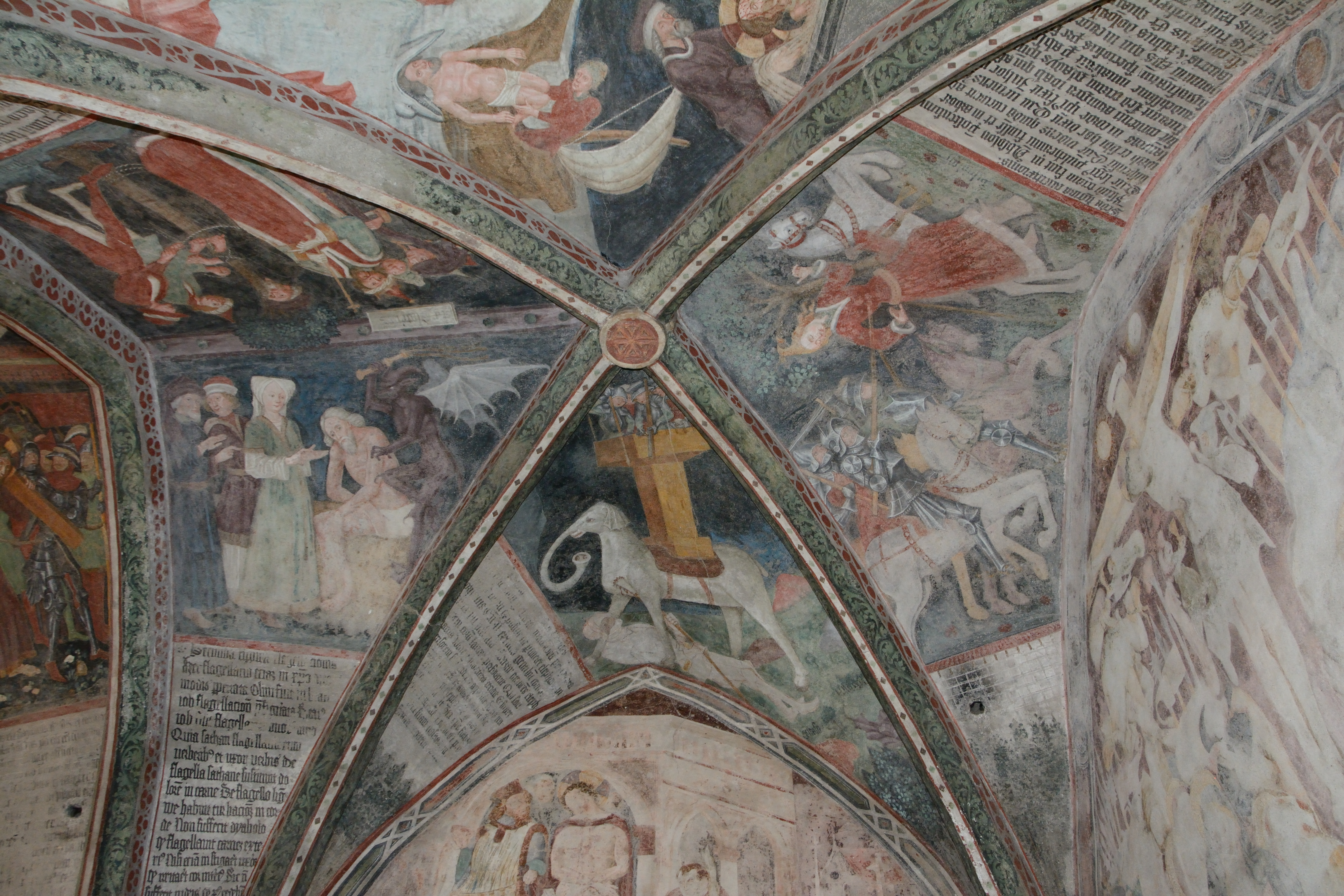
Gewölbe der 3. Arkade
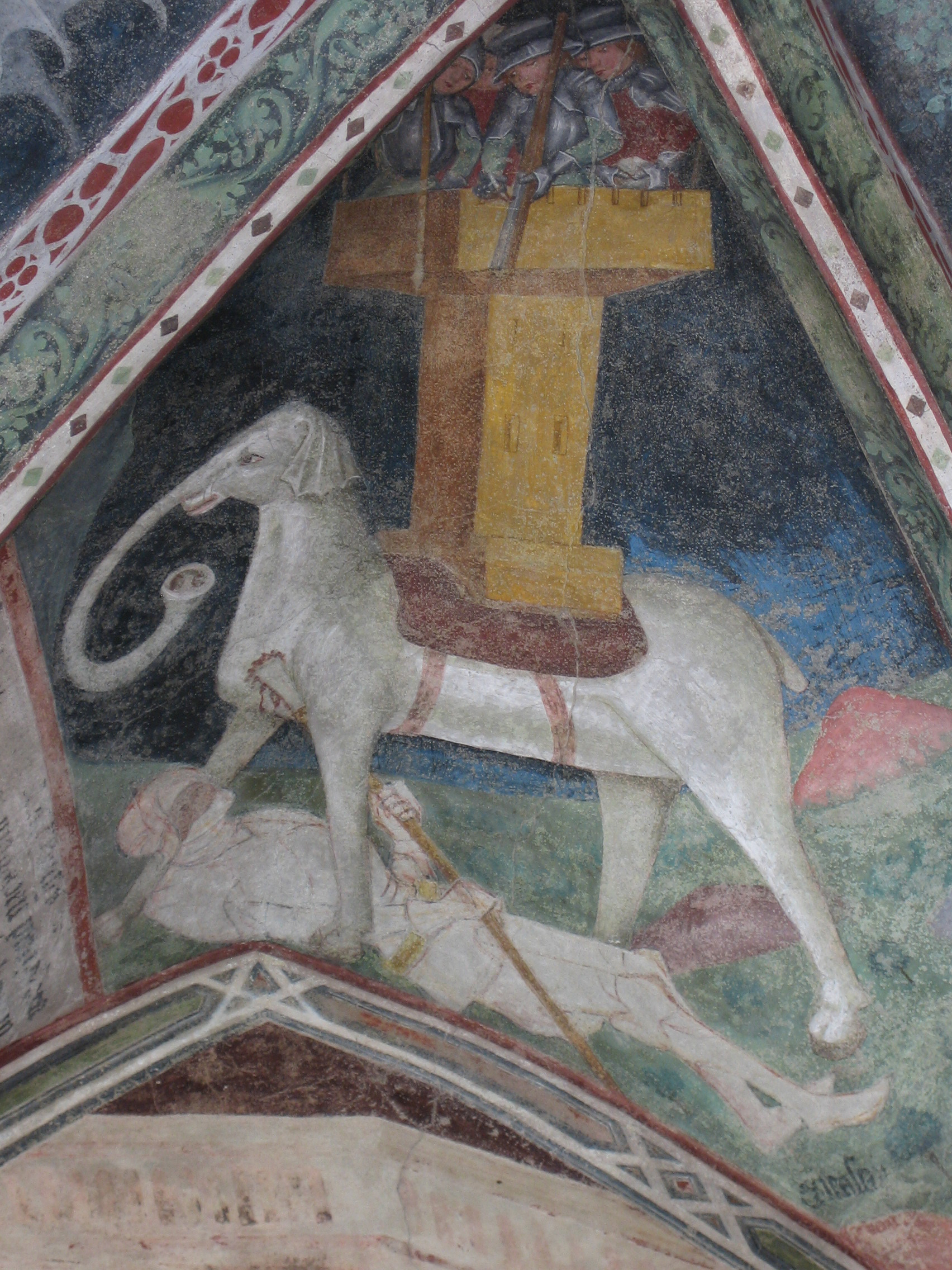
Eleasar wird von einem Kriegselefanten erdrückt

### Vierte Arkade

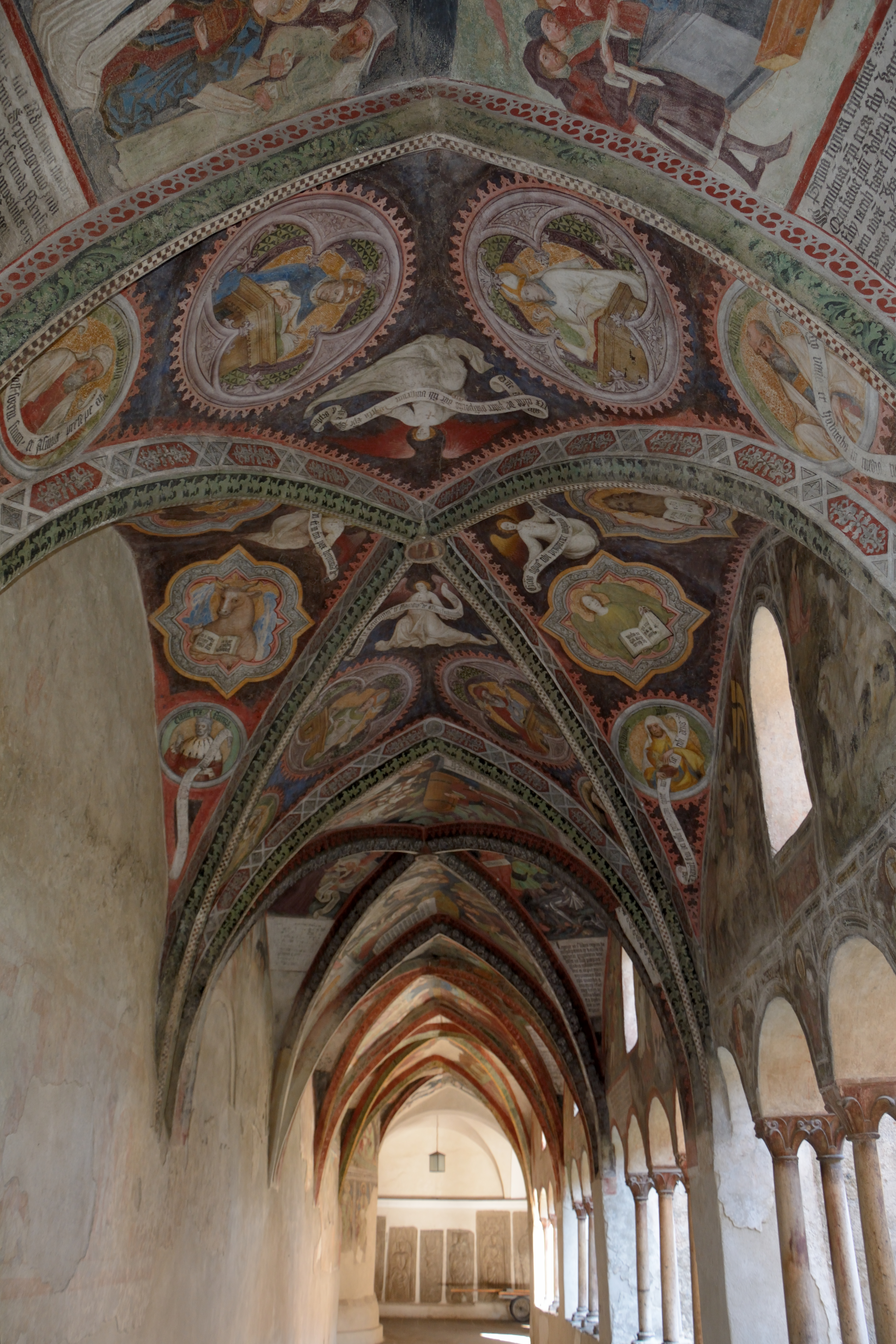
Westflügel, im Vordergrund die 4. Arkade

Diese und die folgenden Arkaden liegen im Westflügel des Kreuzgangs. Die bedeutende Malerei dieser Arkade im höfischen Stil ist ein Werk des Meisters Hans von Bruneck aus dem Jahr 1417.
- Gewölbe

Vier Gloriaengel, die vier Evangelisten, die vier abendländischen Kirchenväter (die Heiligen Ambrosius, Hieronymus, Augustinus und Gregor der Große) sowie acht Propheten
- Ostwand über der Fensterreihe

Kreuzfahrer, Heiliger Georg mit dem Drachen, die drei heiligen Jungfrauen Barbara, Christina und Agnes
- Westwand

Das Fresko der Geburt Jesu und Anbetung der Könige wurde abgenommen und befindet sich nun im Diözesanmuseum. Von der Anbetung der Könige sind noch die Vorzeichnungslinien zu sehen. Dafür sind zuvor verdeckte Fresken aus dem 14. Jahrhundert sichtbar geworden, die in Rötelzeichnung das Martyrium der Heiligen Christina zeigen.

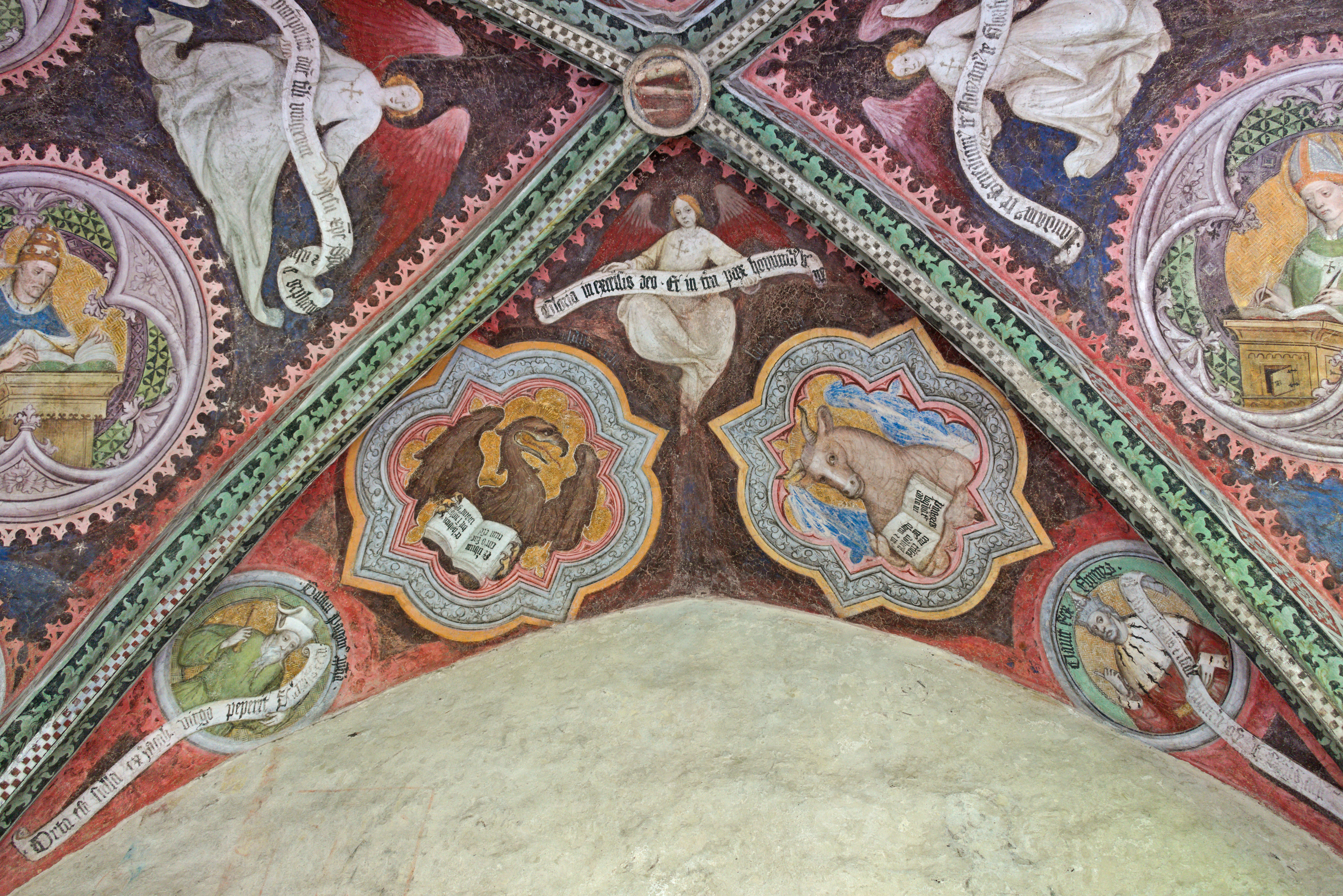
Zwei Evangelistensymbole
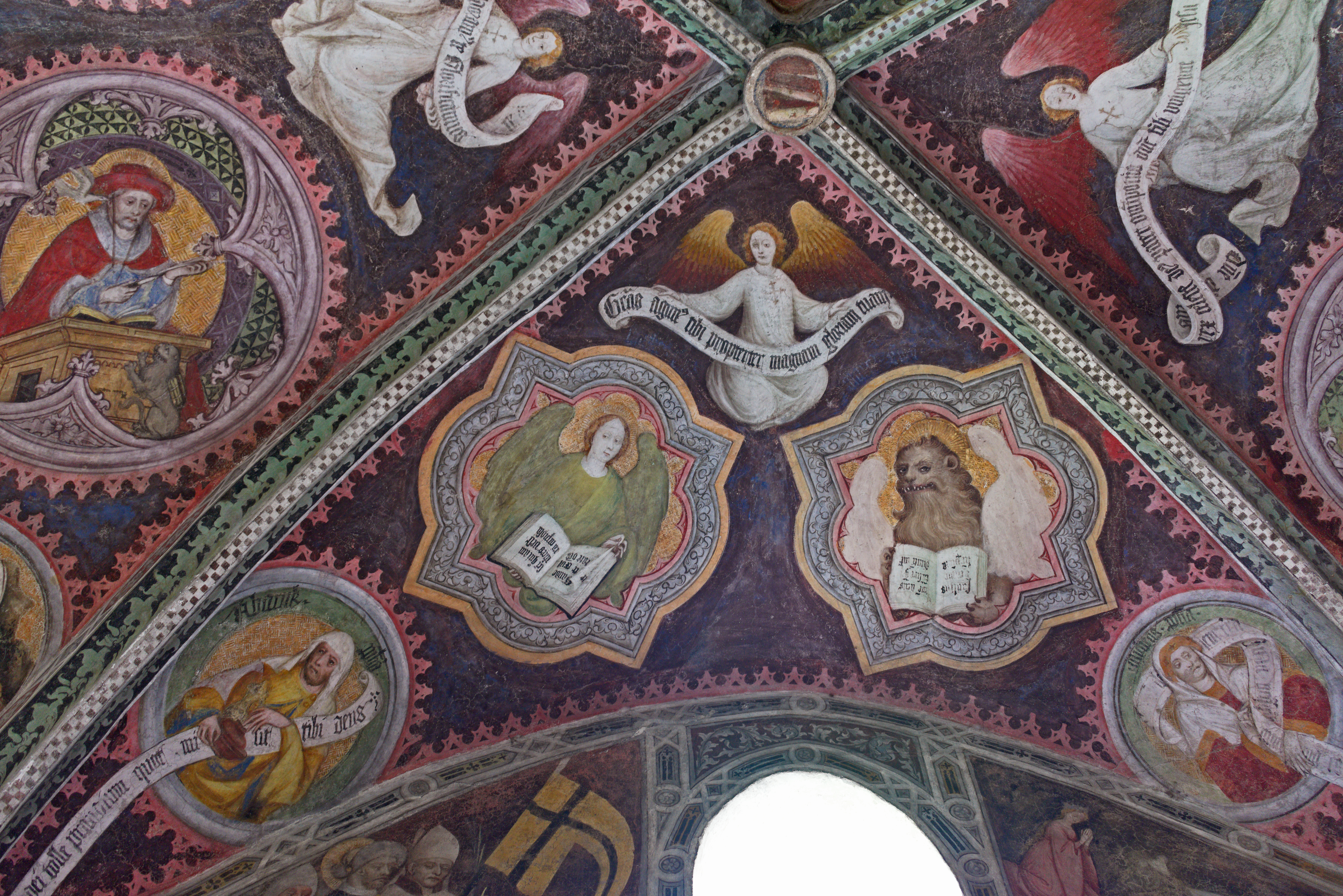
Zwei andere Evangelistensymbole

### Fünfte Arkade

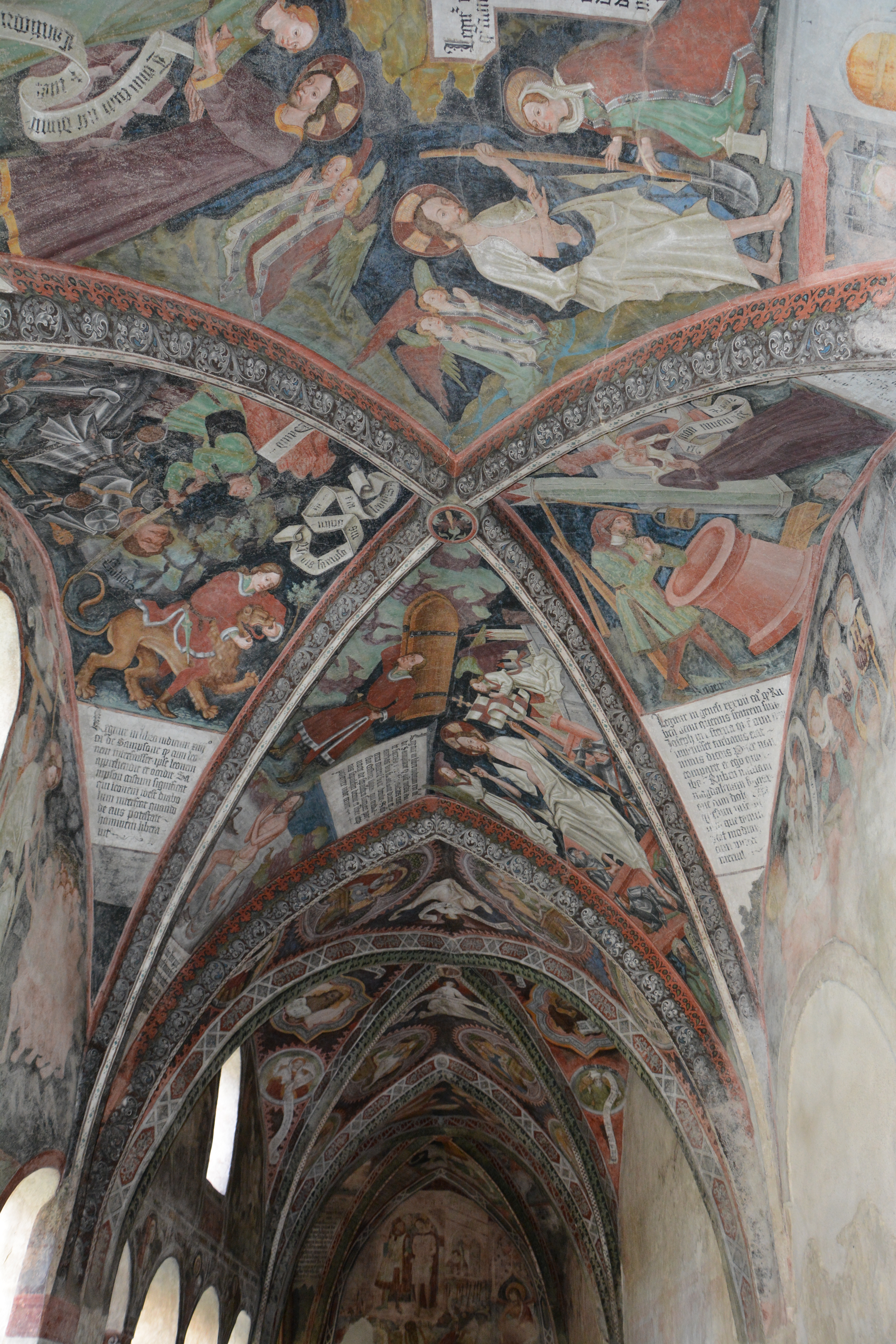
Westflügel, im Vordergrund die 5. Arkade

Die Auferstehung Christi ist das Thema dieser Arkade, deren Fresken von Leonhard von Brixen aus der Zeit um 1472 stammen. Es sind auch Szenen aus dem Alten Testament dargestellt, die auf die Auferstehung hindeuten. Inschriften erklären die Bilder. Stifter ist Johannes von Firmian († 1471).
- Gewölbe

David enthauptet Goliat, Samson im Kampf mit dem Löwen sowie mit den ausgehobenen Stadttoren, Jona entsteigt dem Bauch des Fisches, Auferstehung Christi, Ruben sucht seinen Bruder Josef in der Zisterne, die Braut des Hoheliedes sucht ihren Bräutigam, der auferstandene Christus erscheint Maria von Magdala im Garten und wird von ihr für den Gärtner gehalten, Daniel in der Löwengrube wird vom König besucht. Der Schlussstein zeigt den Namenszug Maria.
- Ostwand über der Fensterreihe

Josef gibt sich in Ägypten seinen Brüdern zu erkennen, Christus besucht die Toten in der Unterwelt
- Westwand

Klagende Frauen am Grab Christi, der Stifter mit den Heiligen Johannes und Ulrich

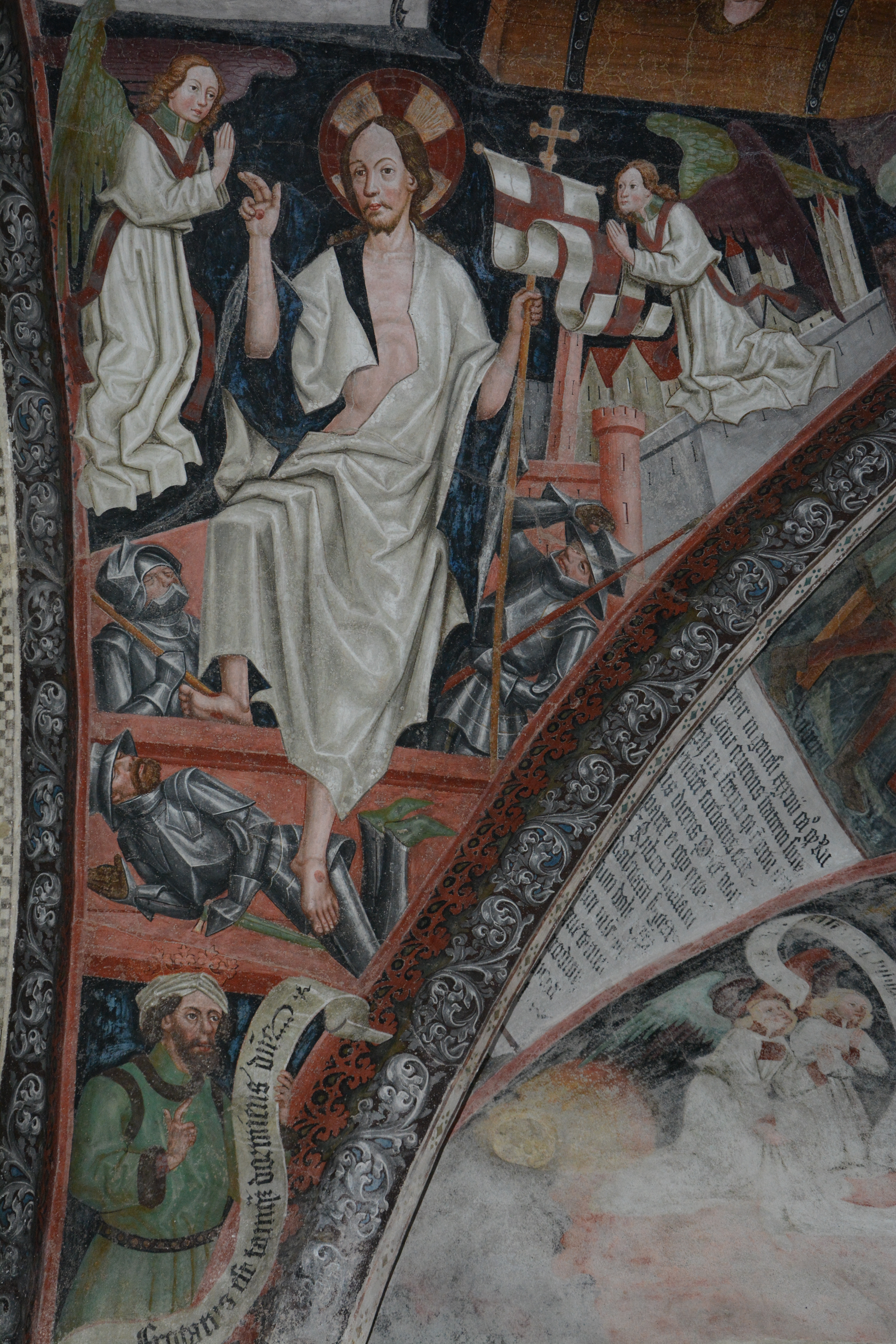
Auferstehung Christi, darunter ein Prophet
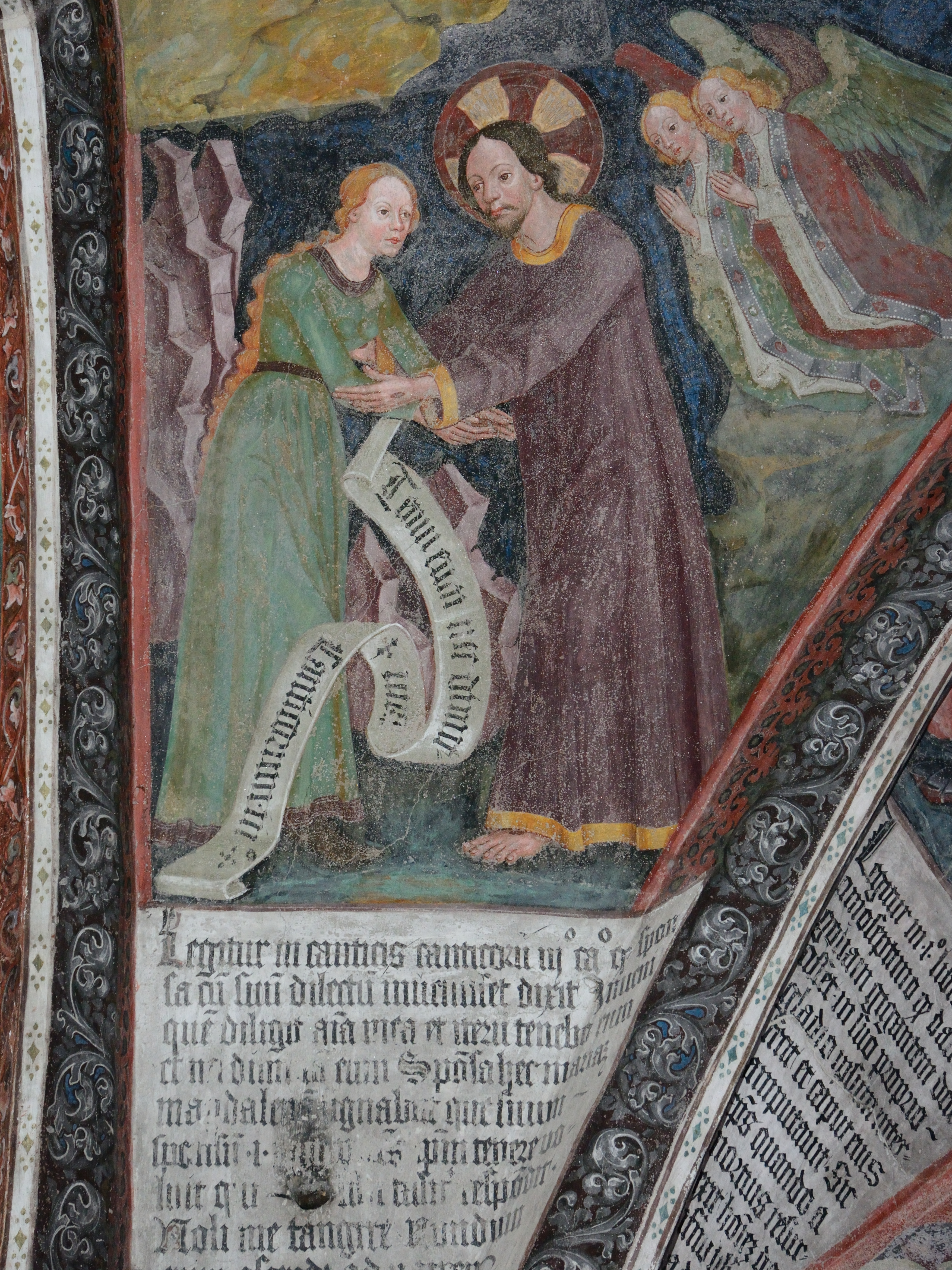
Maria Magdalena begegnet dem Auferstandenen
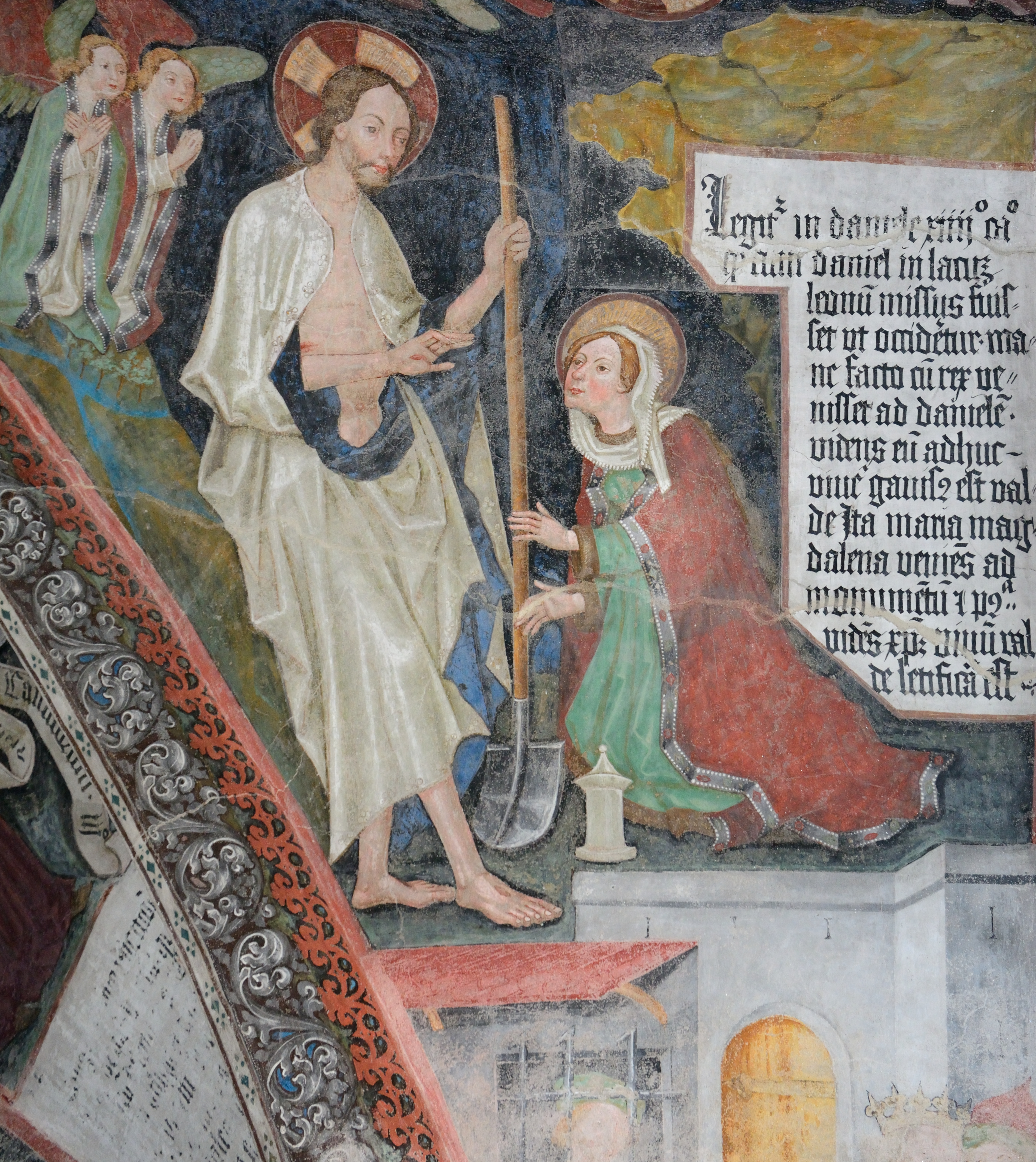
Maria Magdalena hält den Auferstandenen für den Gärtner
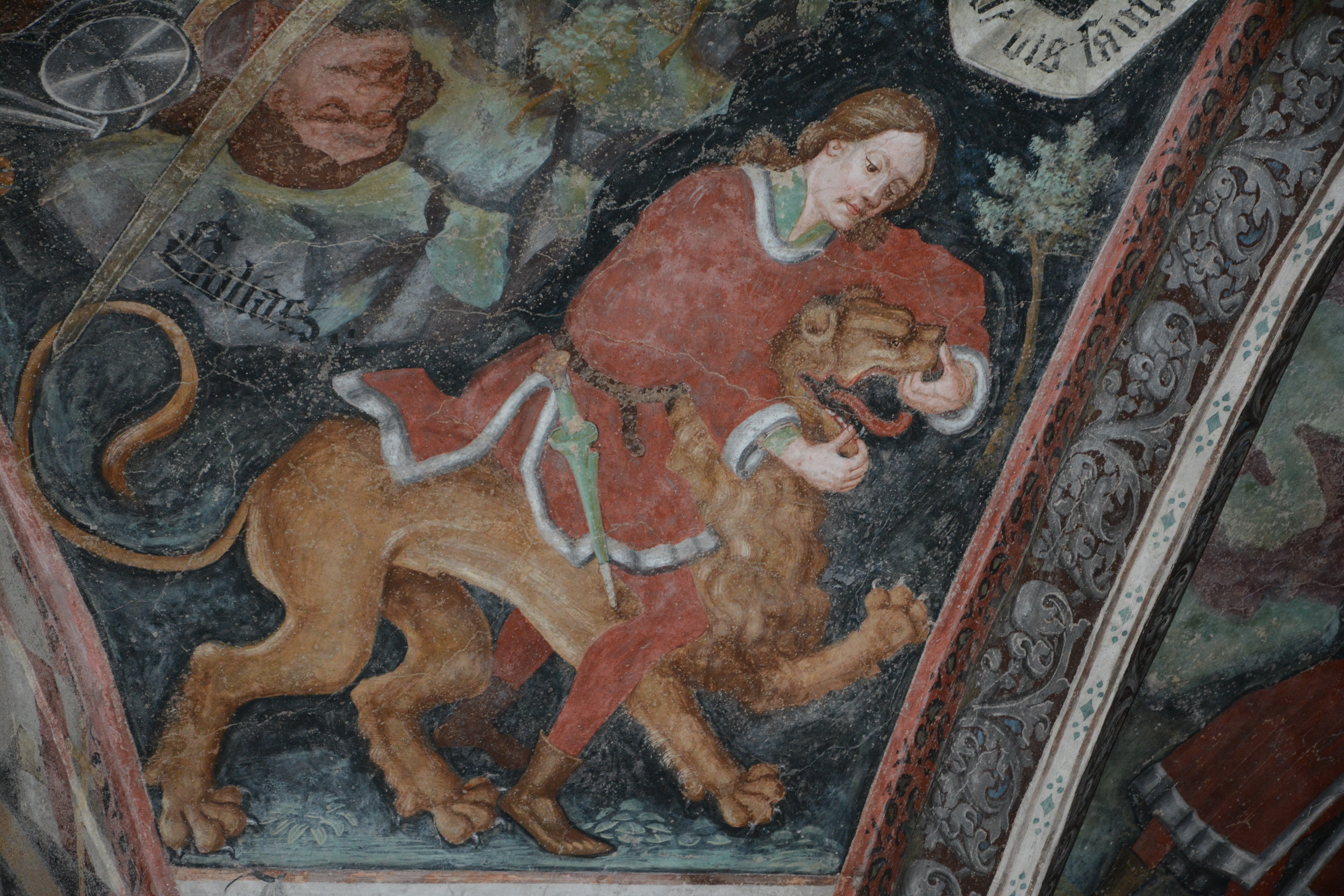
Samsons Kampf mit dem Löwen

### Sechste Arkade

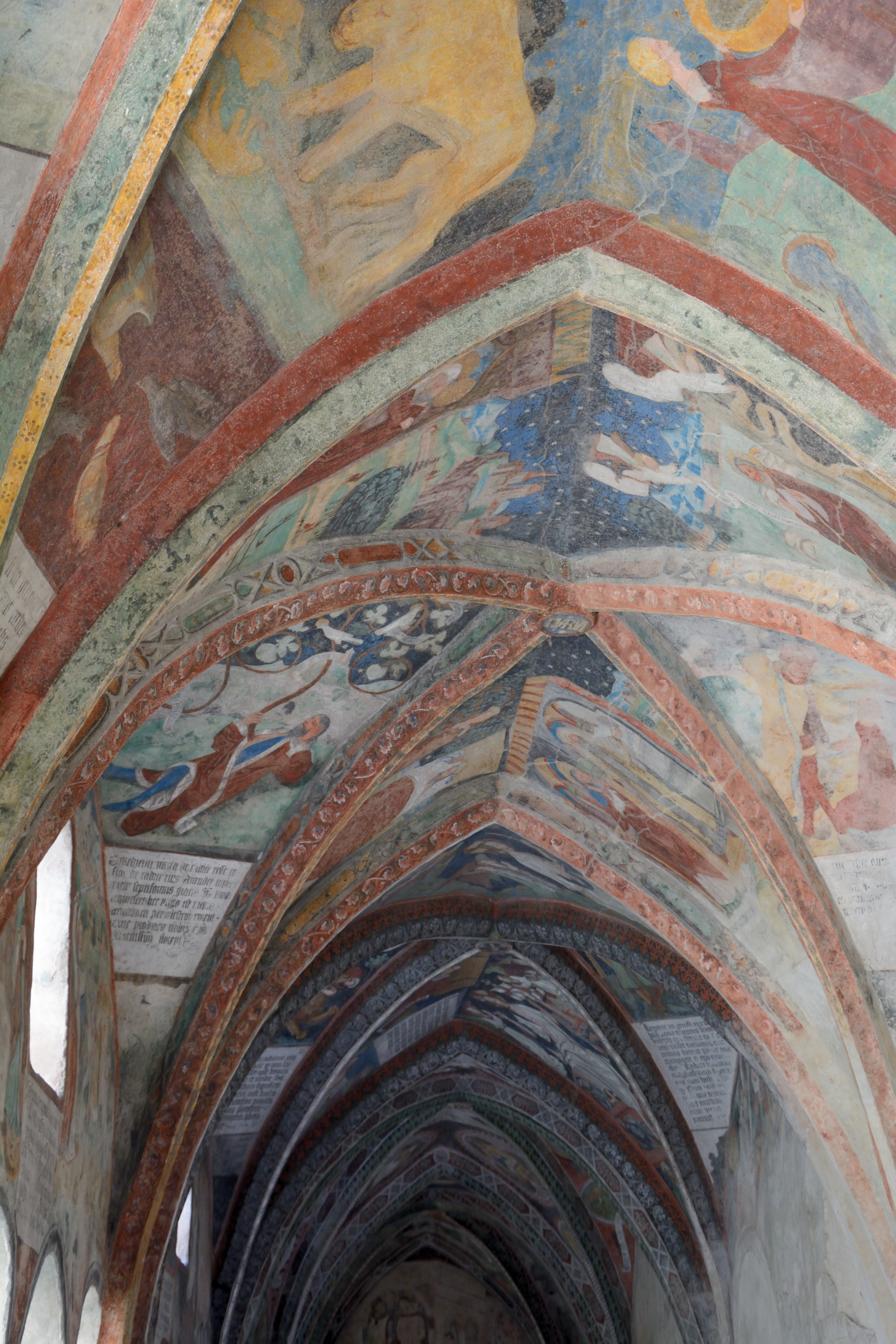
Westflügel, im Vordergrund die 6. Arkade

Die Fresken dieser Arkade kreisen um die besondere Stellung Mariens in der Heilsgeschichte. Die Darstellungen basieren teilweise auf Apokryphen. Gestiftet wurden sie von Berchtold Soldwedel († 1482), geschaffen wurden sie vermutlich um 1482 von Ruprecht Potsch.
- Gewölbe

Der aus dem Meer gefischte goldene Tisch als Symbol der aufgehenden Sonne, die Wurzel Jesse, König Astyages sieht im Traum einen weltumspannenden Weinstock aus seiner Tochter Mandane sprießen, Abiatar weist das Opfer Joachims wegen dessen Kinderlosigkeit (vor Marias Geburt) zurück, Jiftach opfert seine Tochter, die Königin von Persien erfreut sich ihrer Hängenden Gärten, ein Engel verkündet Joachim und Anna die Geburt Mariens, Begegnung von Joachim und Anna an der Goldenen Pforte
- Ostwand über der Fensterreihe

Der Stifter mit den Heiligen Pantaleon und Katharina, der verschlossene Garten und der versiegelte Brunnen als Symbole Mariens, ein Engel verstellt Bileam den Weg
- Westwand

Mariä Opferung im Tempel; dieses Fresko ist  stark zerstört.

### Siebente Arkade

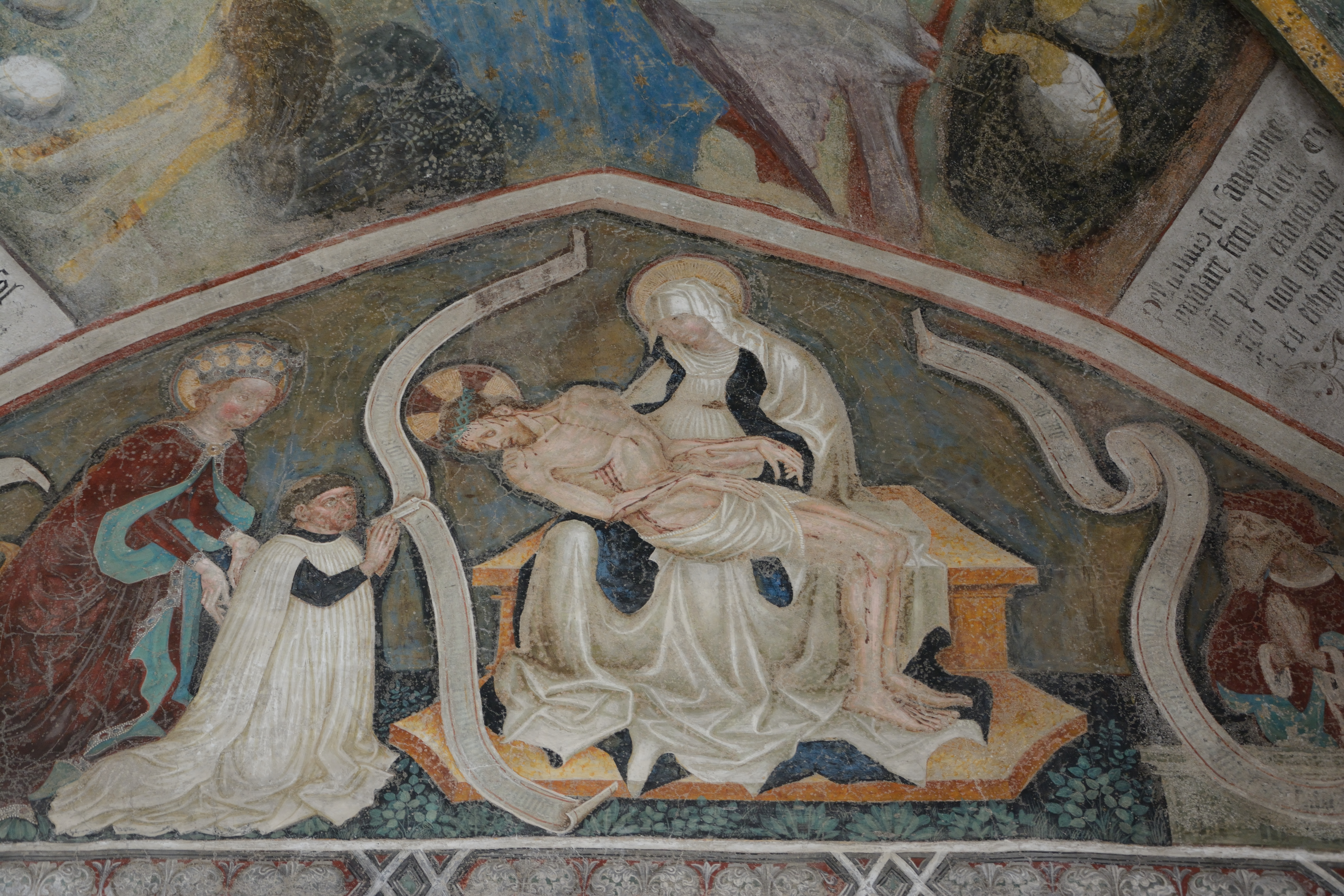
7. Arkade: Pietà mit Stifter Gregor Sybar

Hauptbild dieser Arkade ist die Pietà an der Westwand, gestiftet von Gregor Sybar († 1443) und Mitte des 15. Jahrhunderts von Leonhard von Brixen gemalt. Die anderen Fresken am Gewölbe und an der Ostwand entstanden erst Ende des 15. Jahrhunderts und stammen vermutlich von Ruprecht Potsch. Ihr zentrales Thema ist die Jungfräulichkeit Mariens. Die dargestellten Symbole sind teils antiken Schriften entnommen, teils den Kirchenlehrern, sowie der Verteidigung der Jungfräulichkeit Mariens des Franz von Retz um 1400.
- Gewölbe

Darstellung verschiedener Symbole der Jungfräulichkeit, unter anderem das sich im Laufe verjüngende kappadozische Pferd, die Vestalin Tuscia trägt zum Zeichen ihrer Unschuld Wasser in einem Sieb, eine Löwin erweckt ihre totgeborenen Jungen durch Anbrüllen zum Leben, der Vogel Charista verjüngt sich im Feuer, der Pelikan ernährt seine Jungen mit seinem Herzblut, die Bärin formt ihre Jungen durch Belecken schön, der aus der Asche auferstandene Vogel Phönix
- Ostwand über der Fensterreihe

Die Vestalin Claudia macht mit ihrem Gürtel ein festgefahrenes Schiff wieder flott, der Vogel Calander zieht mit seinem Blick menschliche Krankheiten auf sich
- Westwand

Pietà mit Stifter Gregor Sybar († 1443), der Heiligen Katharina sowie König David und der Prophet Jesaja

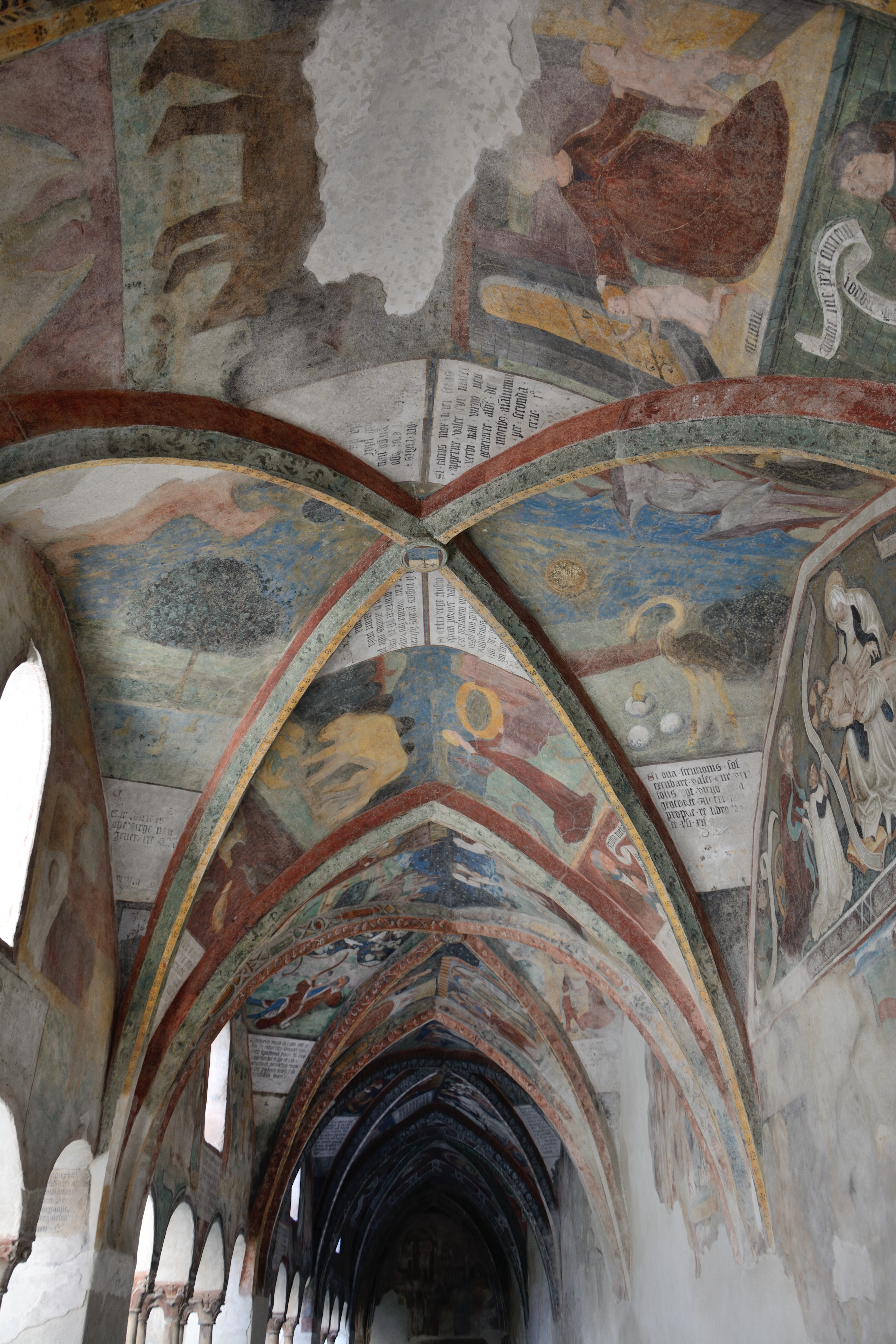
Gewölbe der 7. Arkade
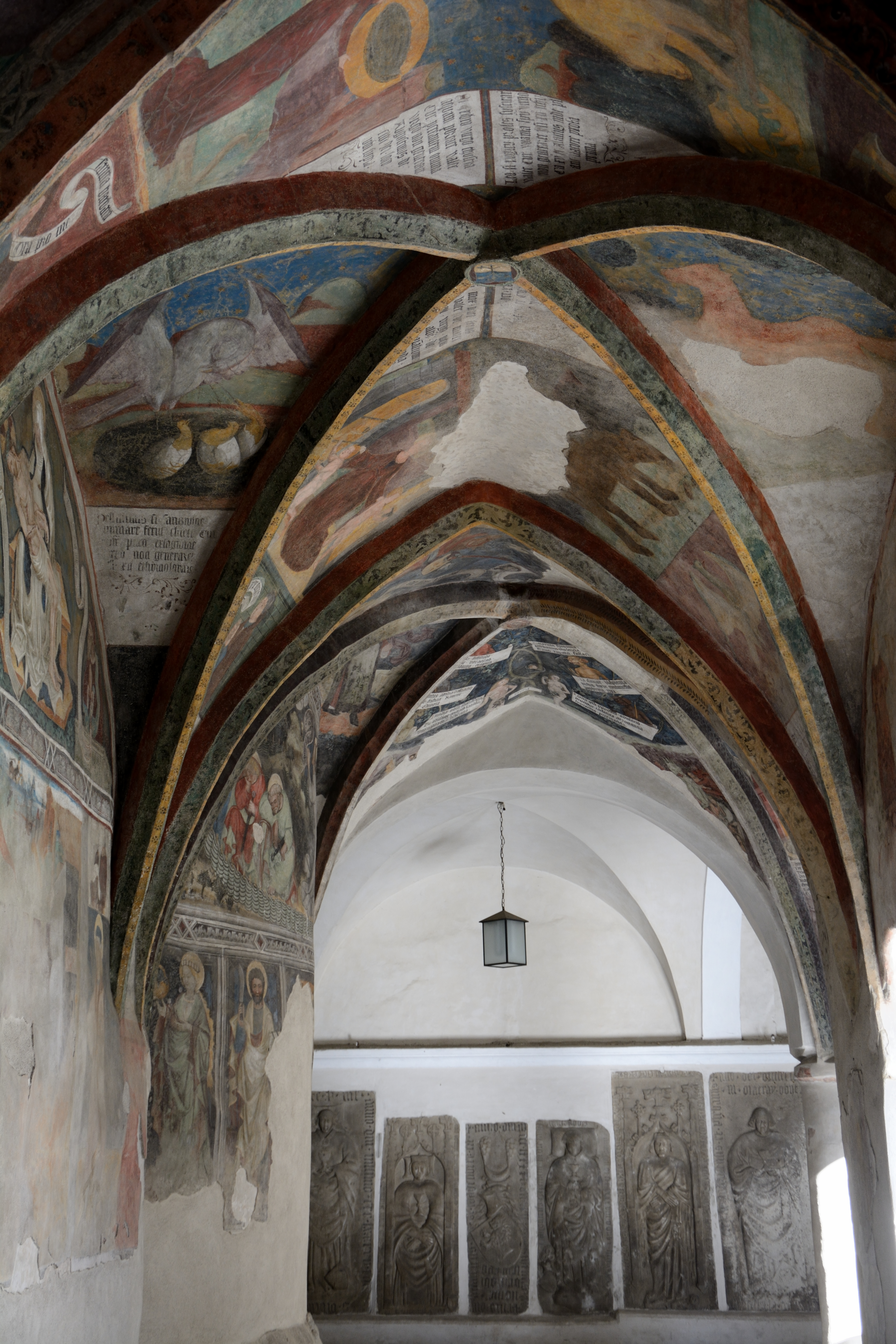
Westflügel, 7. und 8. Arkade

### Achte Arkade
Diese Arkade an der Nordwestecke des Kreuzganges grenzt an die Apsis der Frauenkirche (Unsere liebe Frau im Kreuzgang), die ein wenig in die Arkade hineinragt. Die Fresken an der Westwand, also an der Apsis der Frauenkirche, wurden Anfang des 15. Jahrhunderts von einem unbekannten Meister geschaffen. Die Gewölbefresken entstanden erst später, um 1477, als Stiftung des Erhard Zanger († 1474). Auch hier ist der Maler unbekannt, wobei möglicherweise ein Meister Hans in Frage kommt.
- Gewölbe

Adam und Eva im Sündenfall mit den sieben Hauptsünden und den sieben Höllenstrafen, Frau Welt reicht einem geharnischten Ritter den Lustbecher, die Klugheit (Rest eines zerstörten Freskos der Verkündigung mit den sieben Haupttugenden), der Stifter Erhard Zanger mit der Heiligen Barbara, der Prophet Jesaja und König David mit Spruchbändern; das Spruchband des Jesaja gibt über den Stifter und die Entstehungszeit des Freskos Auskunft.
- Westwand

Christus am Ölberg mit den drei schlafenden Aposteln, Heilige Dorothea, der Apostel Bartholomäus, Kreuzabnahme

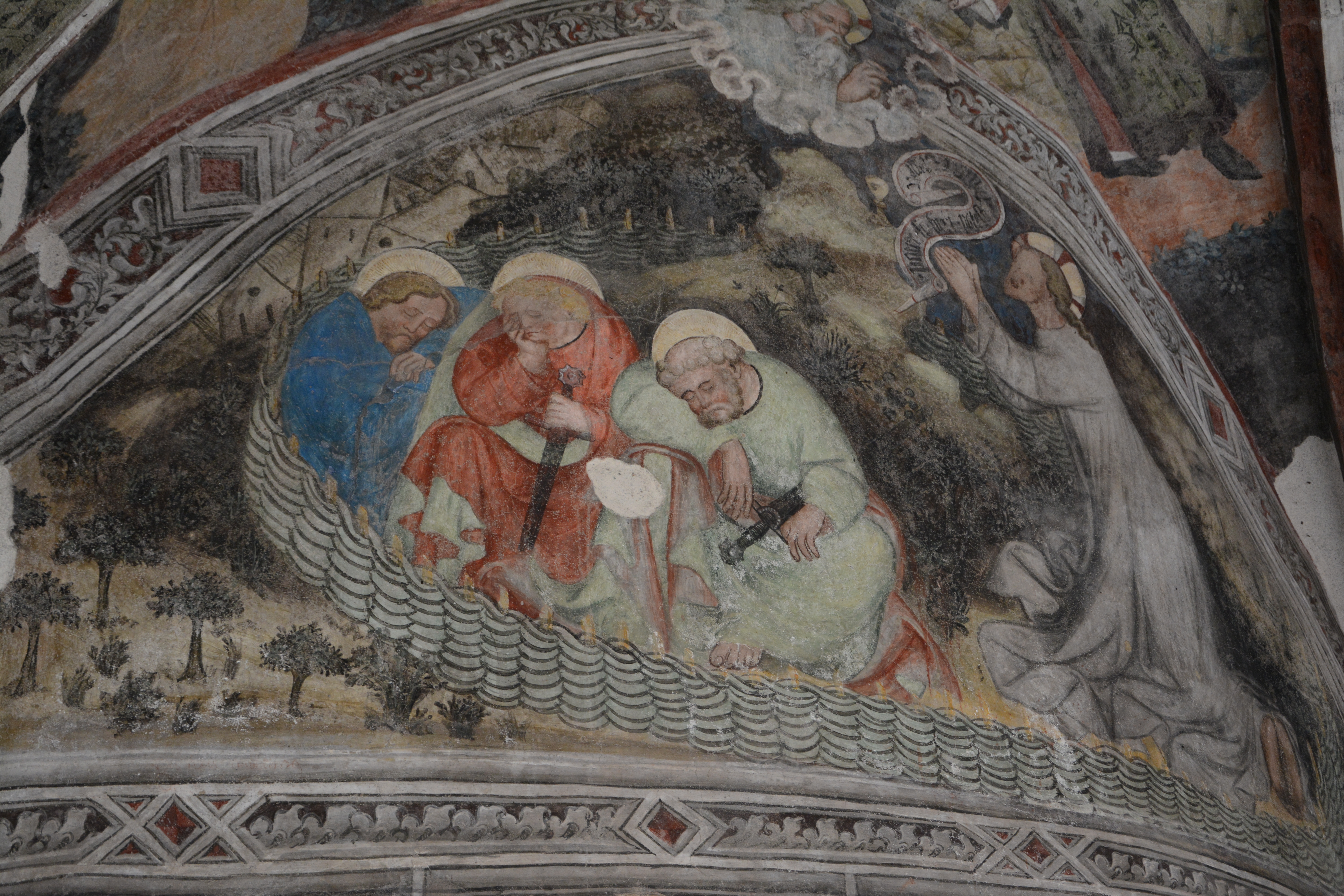
Christus am Ölberg mit den drei schlafenden Aposteln
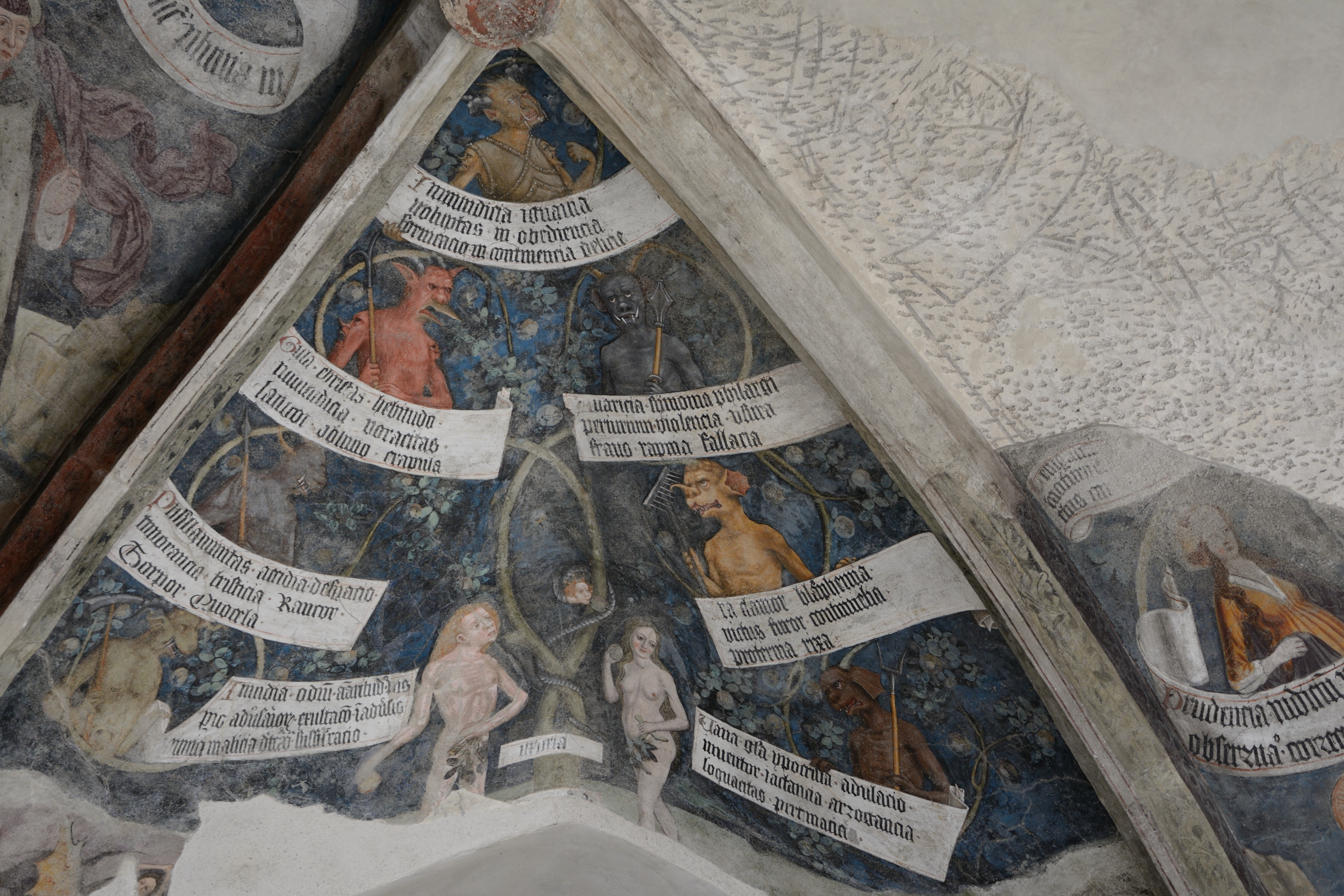
Adam und Eva im Sündenfall mit den 7 Hauptsünden

### Neunte Arkade

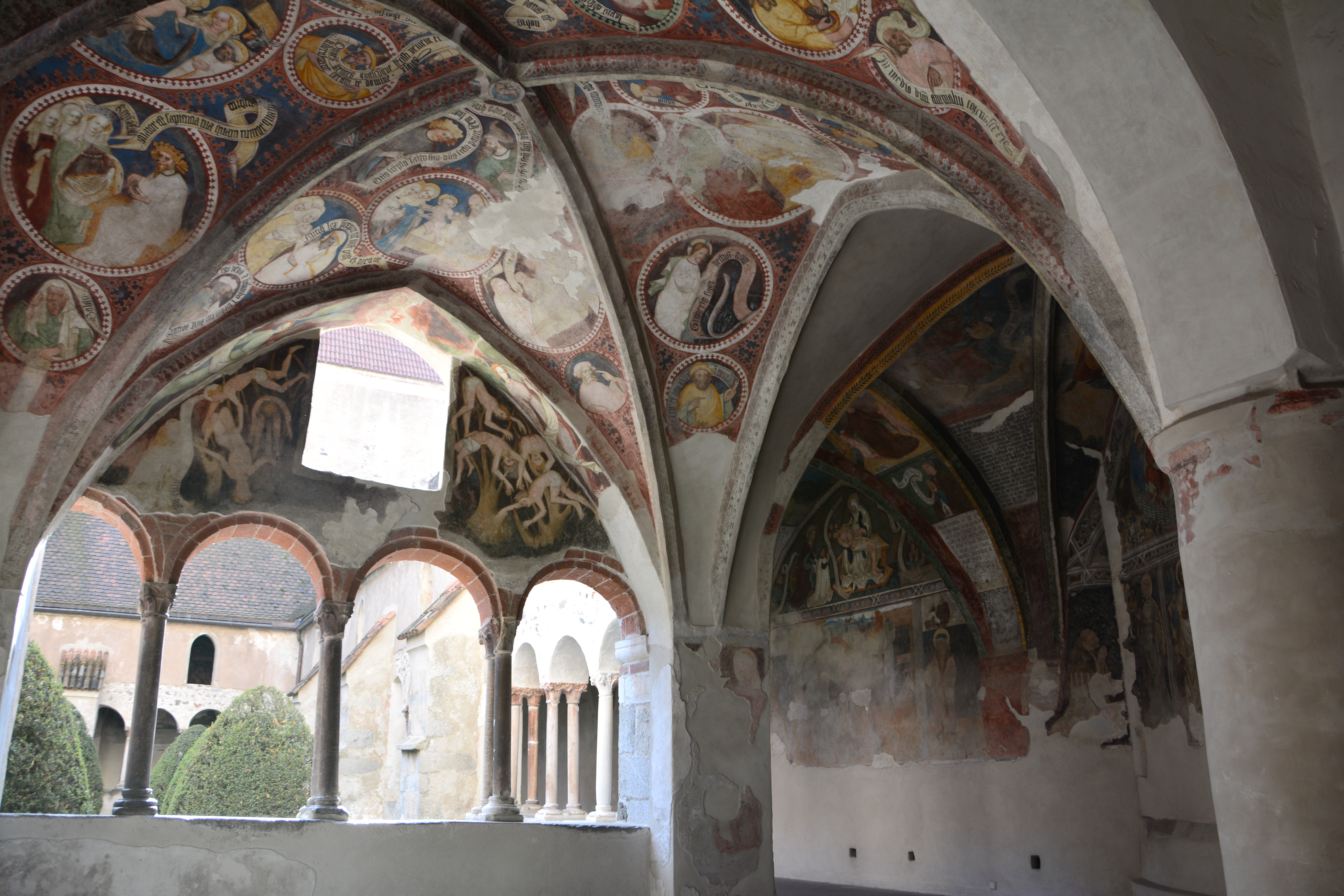
9. Arkade

Diese und die folgenden Arkaden befinden sich im Nordflügel des Kreuzgangs, der an den Dom angrenzt. Zentrales Thema dieser Weihnachtsarkade ist die Menschwerdung Christi. Neben Szenen aus der Weihnachtsgeschichte sind auch Szenen des Alten Testaments dargestellt, die auf die Menschwerdung Christi hindeuten. Die Fresken in höfischem Stil wurden um 1400 von einem unbekannten Meister geschaffen. Die Pietà an der Dommauer entstand erst um 1509 und ist das am spätesten entstandene Fresko des Kreuzgangs.
- Gewölbe

Verkündigung Christi, Jahwes Fluch über die Schlange, Gideons Vlies (Symbol der unbefleckten Empfängnis Mariens), Geburt Christi, Brennender Dornbusch und blühender Stab Aarons, Anbetung der Könige, Abner vor König Saul und die Königin von Saba, Darstellung im Tempel, das Reinigungsopfer und Samuels Opfer, dazu zahlreiche Propheten.
- Südwand über der Fensterreihe

Martyrium des Heiligen Achatius mit seinen 10.000 Gefährten, Stifterfigur, zwei Seraphim
- Nordwand

Pietà in freier Landschaft sowie Reste älterer Fresken

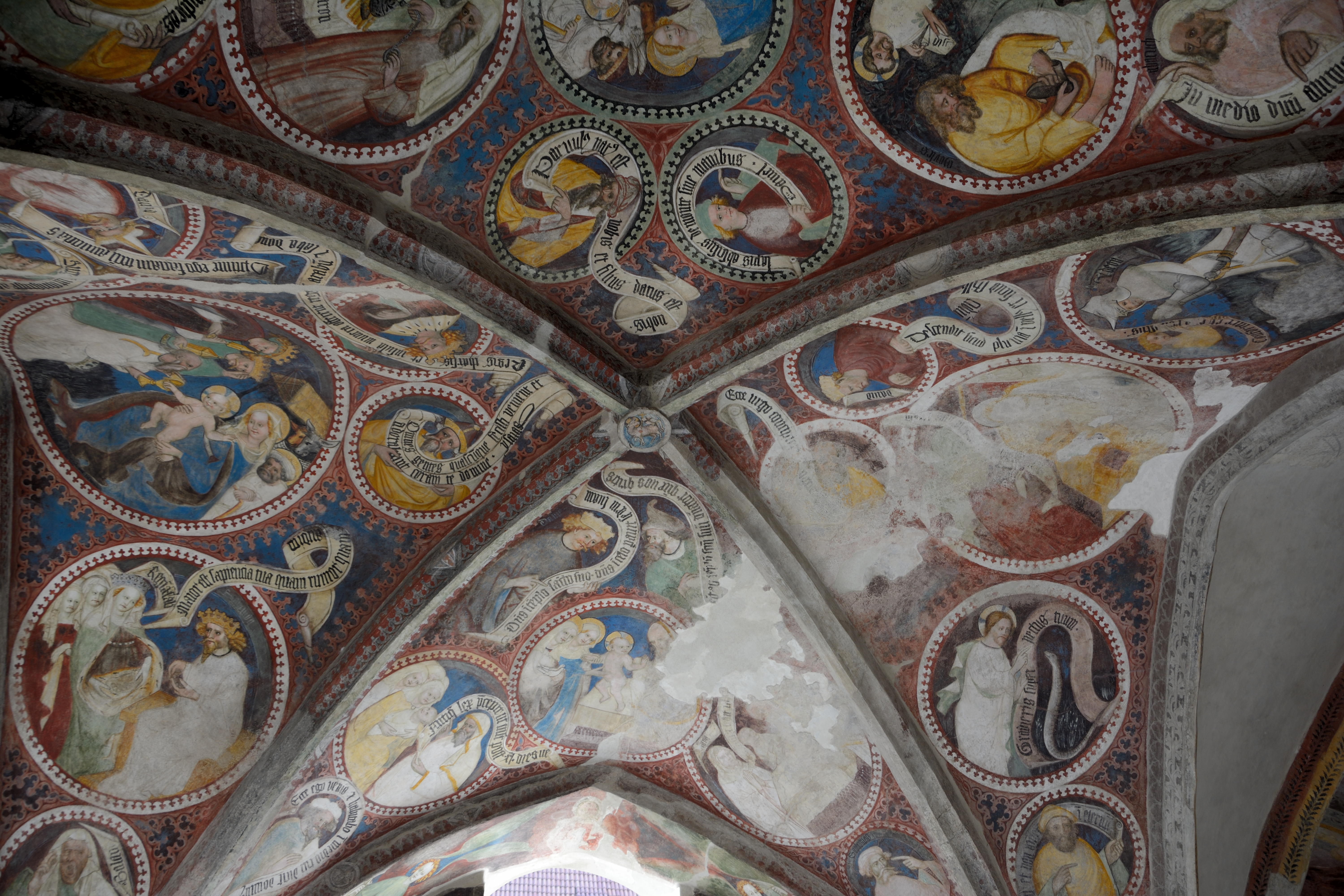
Gewölbe der 9. Arkade
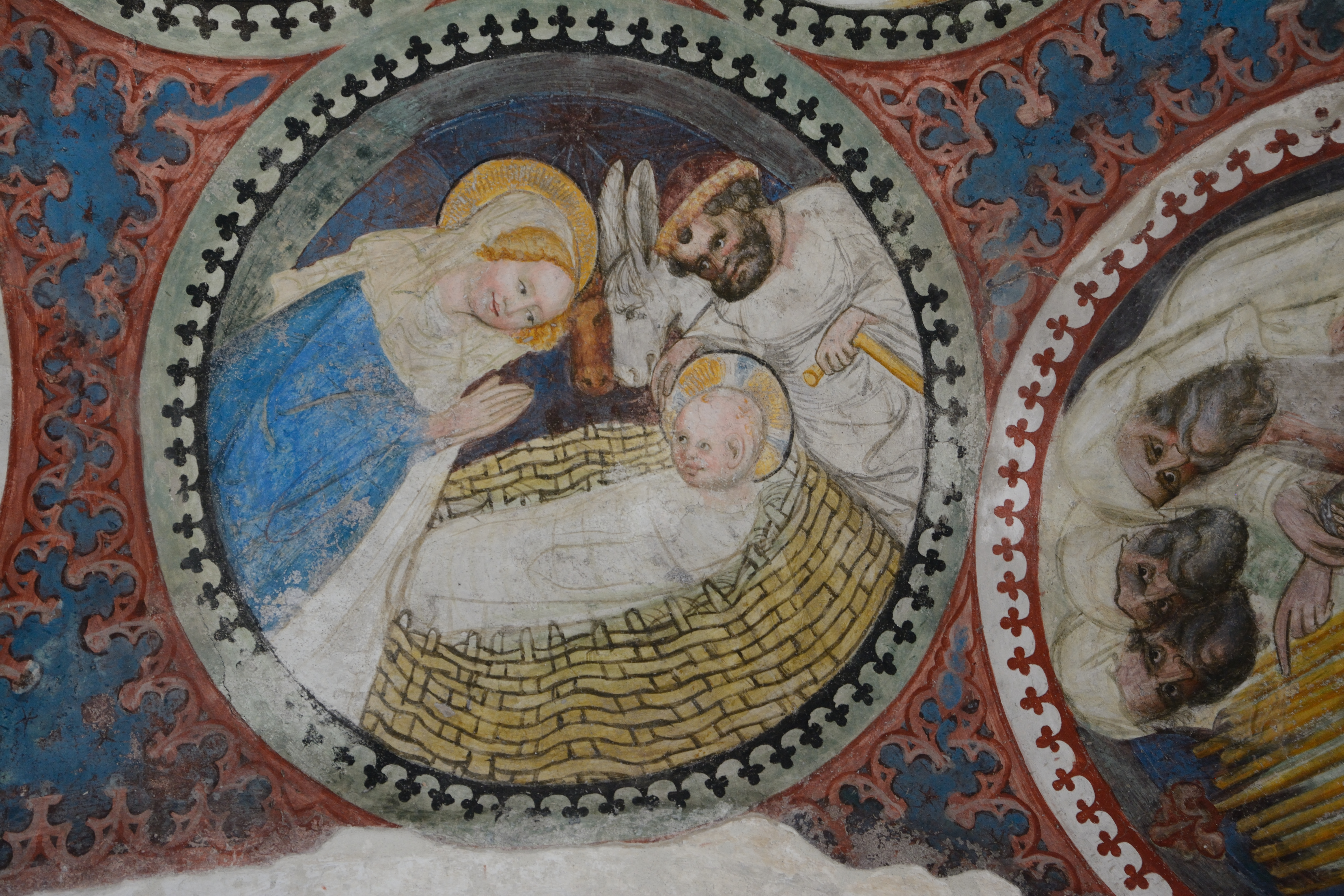
Geburt Christi
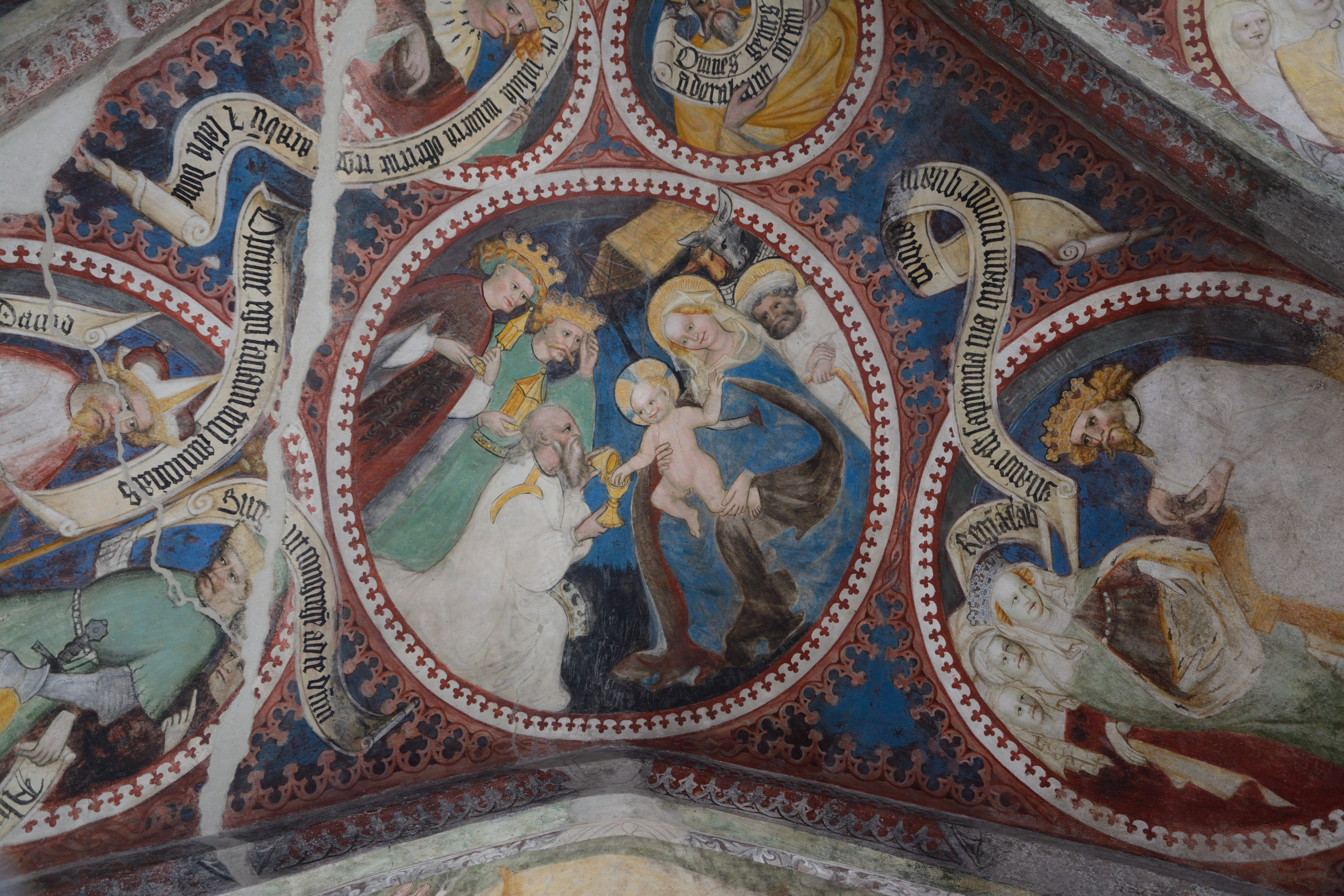
Anbetung der Könige
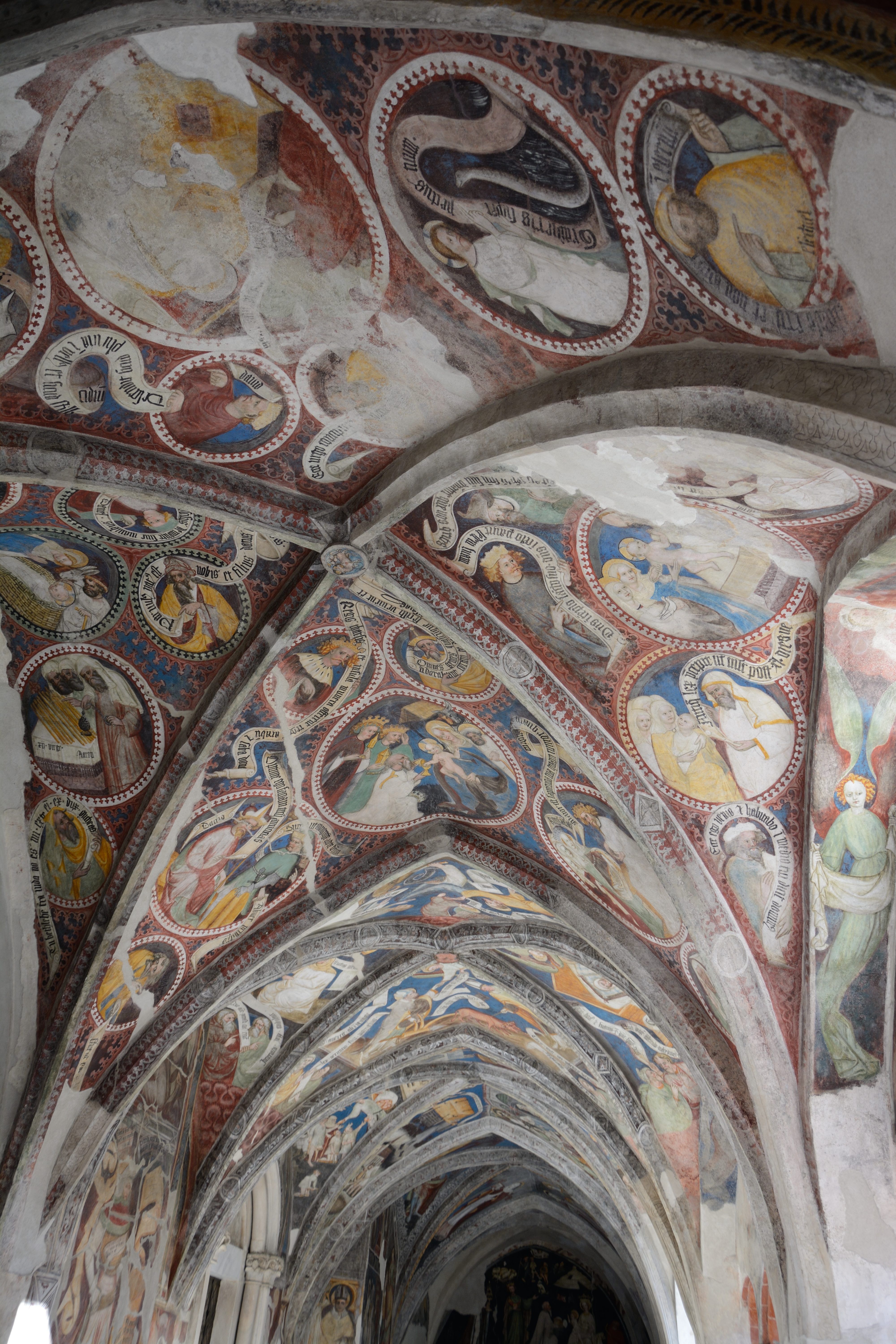
Nordflügel, im Vordergrund die 9. Arkade

### Zehnte Arkade

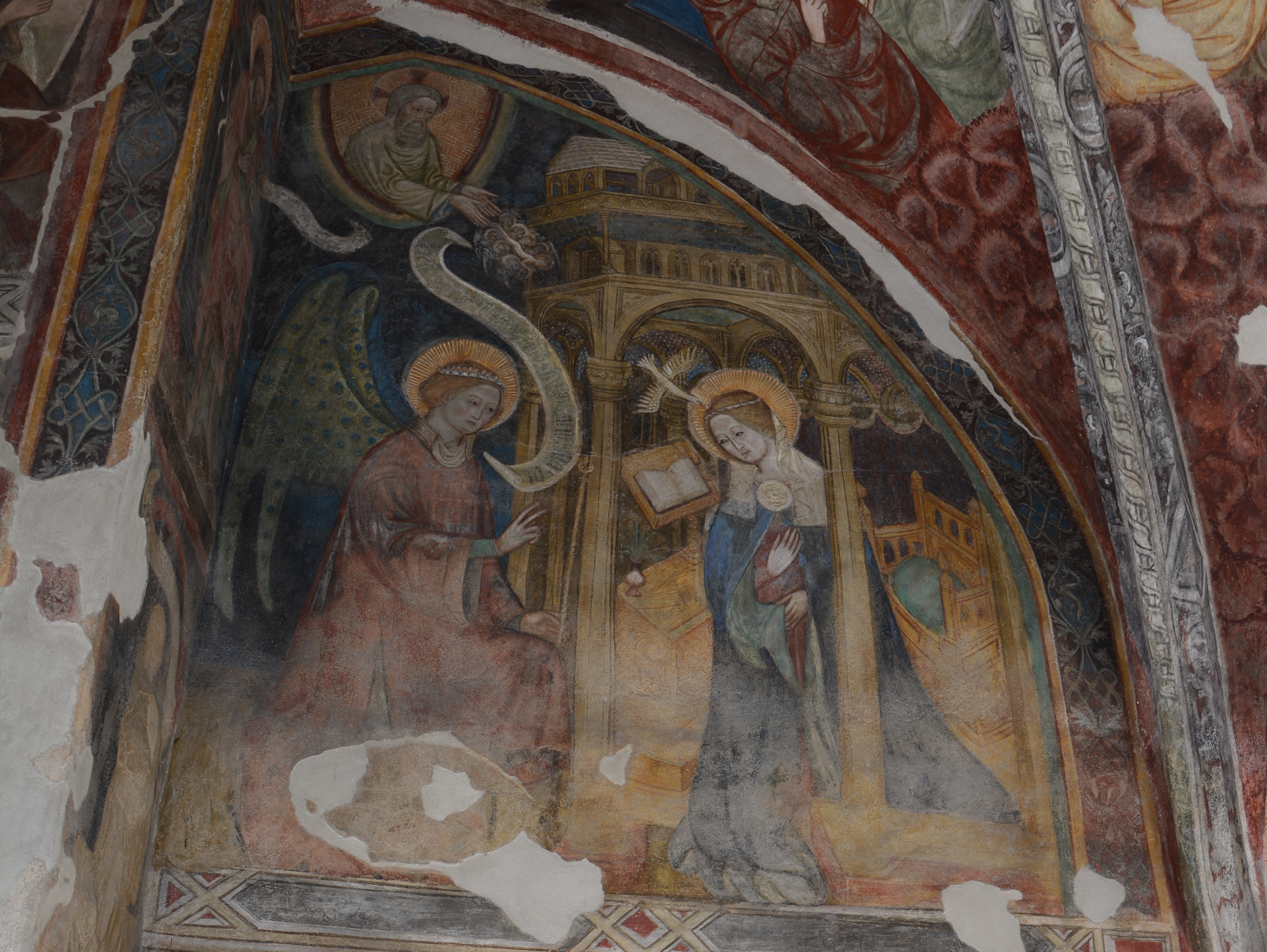
10. Arkade: Verkündigung und Menschwerdung Christi

Lob der Tugend und Tadel des Lasters sind das Lehrthema dieser Arkade, das im Gewölbe dargestellt wird. Die Gewölbefresken entstanden um 1390 durch einen unbekannten Meister. Besonders beeindruckend ist jedoch das Fresko an der Dommauer, das die Verkündigung an Maria und die Menschwerdung Christi zeigt. Es wurde von einem anderen unbekannten Meister in mittelitalienischem Stil um 1410 geschaffen.
- Gewölbe

Der selbstgerechte Pharisäer und der demütige Zöllner, aus dem aufgeschlitzten Bauch des Ungeheuers Leviathan kommt die erlöste Menschheit hervor, die geizige und die freigebige Frau, der Umgang eines eifrigen und eines nachlässigen Bischofs mit ihren Talenten, die teilnahmslose Frau und ihr hilfsbereiter Mann
- Pfeilerwand

Miles christianus, Johannes der Täufer, Stifterfigur
- Nordwand

Verkündigung und Menschwerdung Christi; interessant ist die Darstellung Christi, der von Gott ausgehend von Engeln zu Maria getragen wird. Darunter Beweinung Christi eines böhmisch beeinflussten Meisters
- Südwand über der Fensterreihe

Lamm Gottes mit zwei Cherubim, die Heiligen Sebastian und Kümmernis

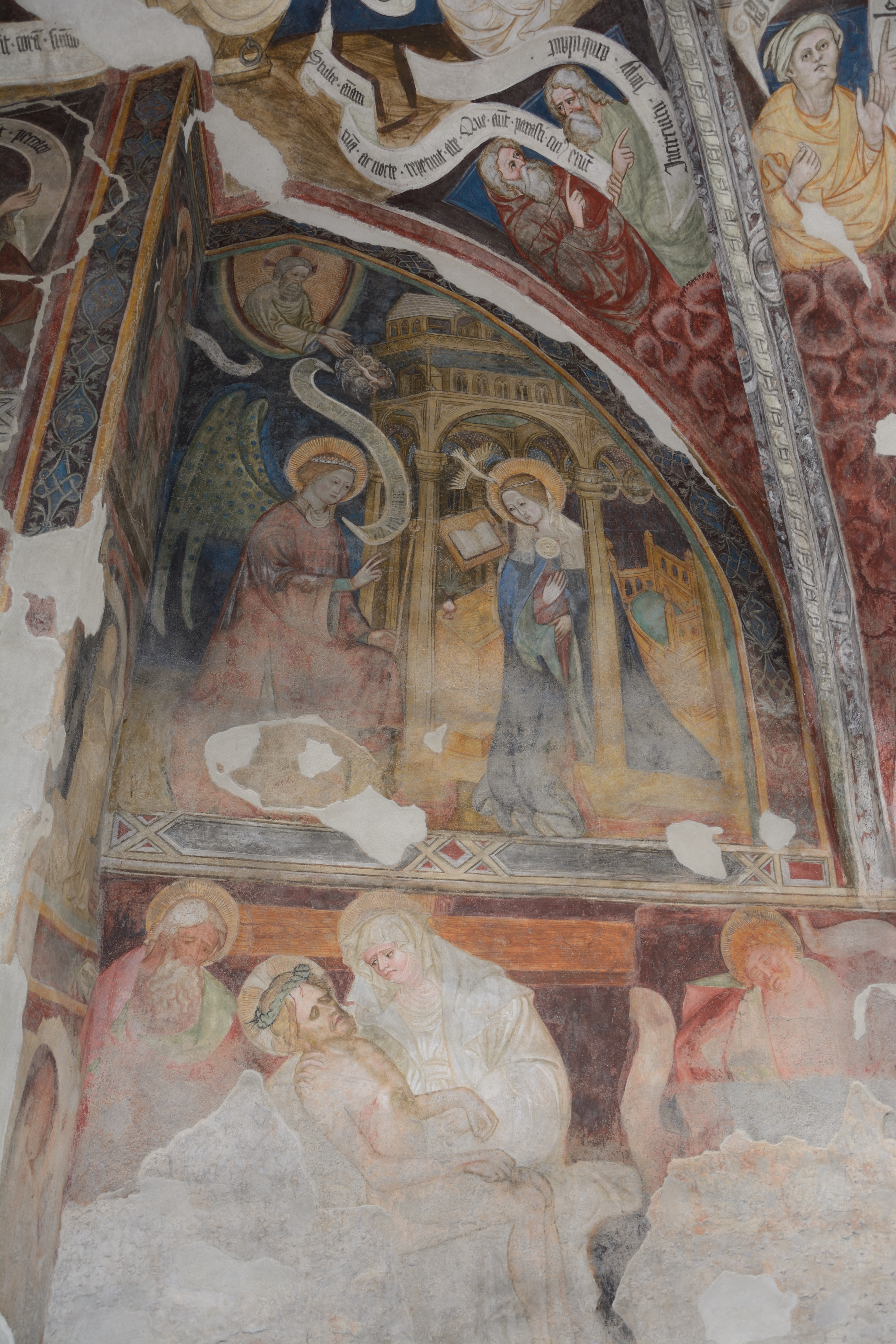
Verkündigung (oben) und Beweinung (unten)
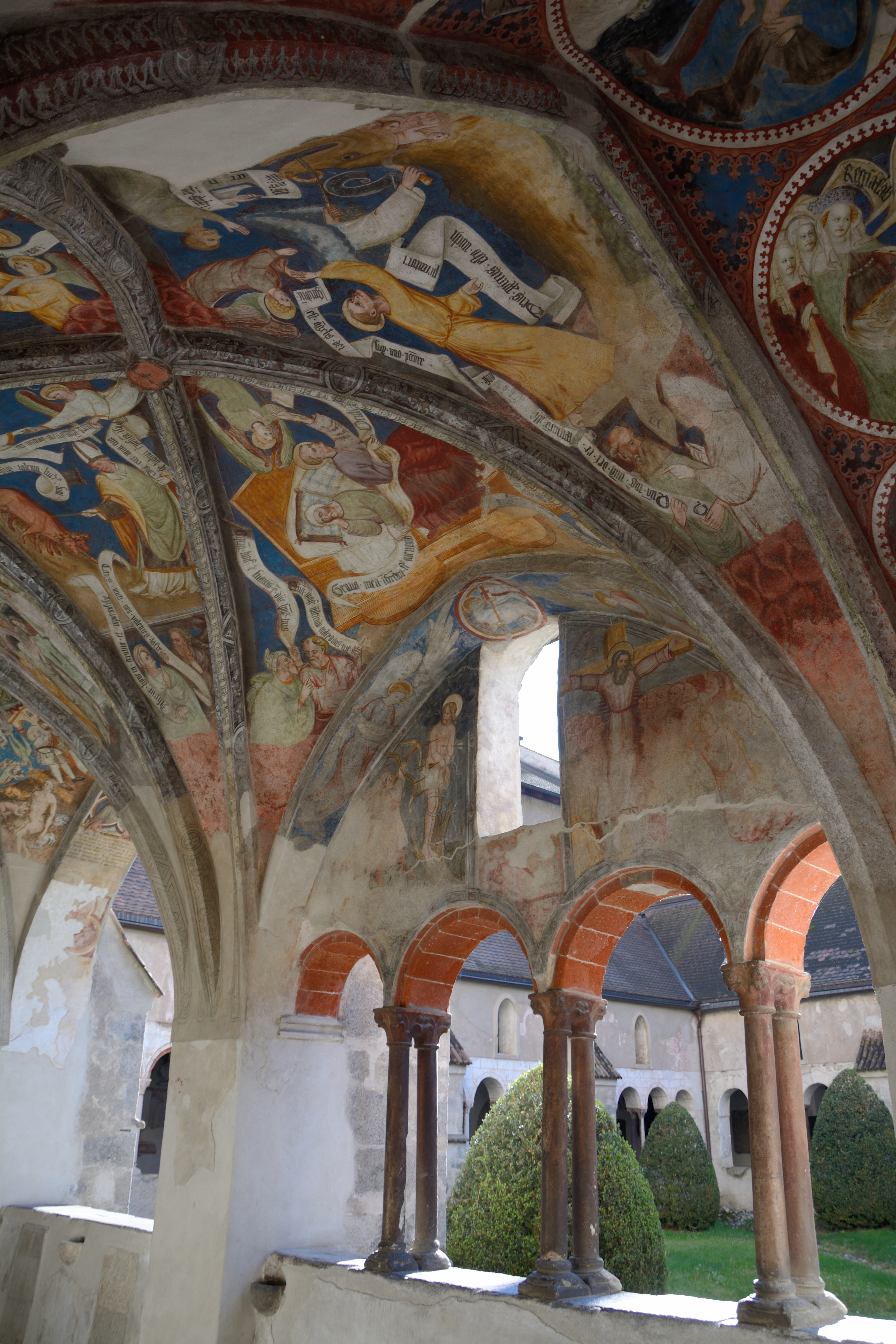
10. Arkade

### Elfte Arkade

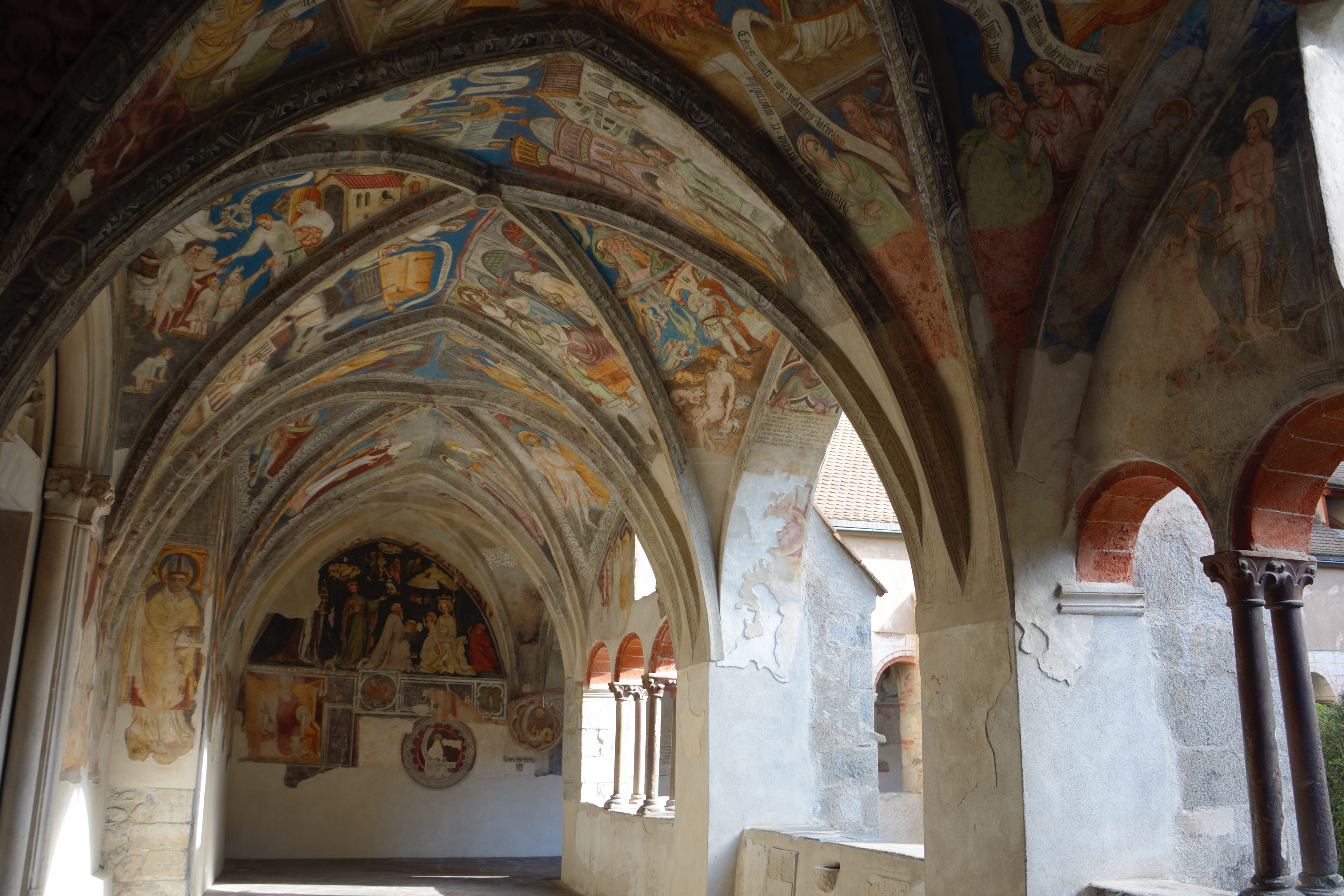
Nordflügel, im Vordergrund die 11. Arkade

Hier befand sich früher der Seiteneingang in den Dom, das romanische Portal vom Ende des 12. Jahrhunderts ist  vermauert. Die Fresken stammen vom gleichen unbekannten Meister wie die der zehnten und zwölften Arkade. Ihr Inhalt ist auf den Kirchenzugang abgestimmt.
- Gewölbe

Werke der Barmherzigkeit: Fremde beherbergen, Hungernde speisen, Tote begraben, Kranke besuchen, Gefangene trösten, Nackte bekleiden, der reiche Prasser und der arme Lazarus; der Schlussstein des Gewölbes zeigt das Antlitz Christi.
- Nordwand

Ein Bischof mit Spruchband belehrt die Kirchenbesucher, die Tiburtinische Sibylle verkündet Kaiser Augustus die Geburt Christi
- Südwand über der Fensterreihe

Cicero, Boethius sowie zwei andere heidnische Lehrer

### Zwölfte Arkade

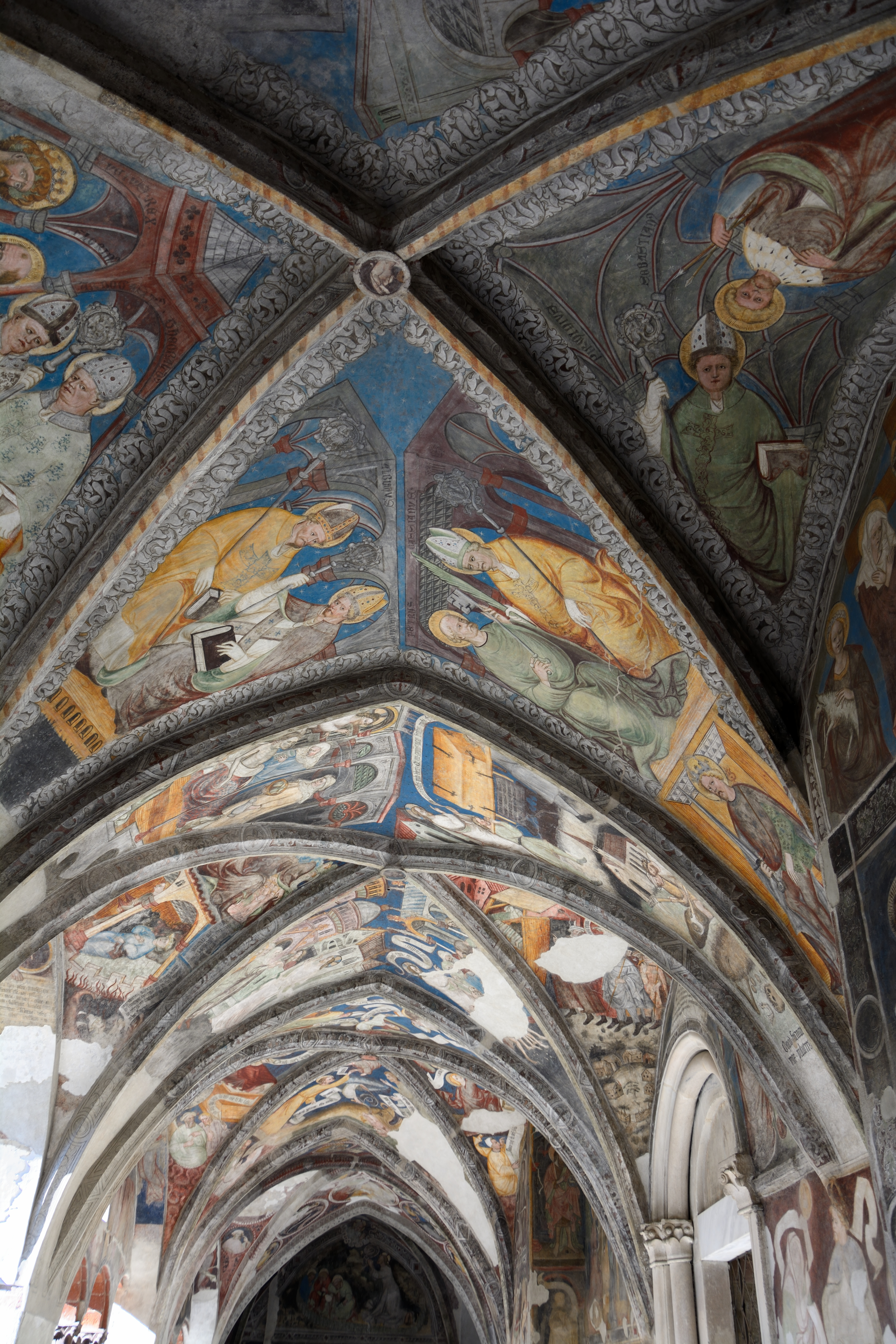
Nordflügel, im Vordergrund die 12. Arkade

Friedrich von Erdingen († 1396) ließ um 1390 die Gewölbefresken malen, die vom gleichen unbekannten Meister geschaffen wurden wie die der zehnten und elften Arkade.
- Gewölbe

Friedrich von Erdingen war zuerst Bischof von Chur, dann von Brixen. Die Gewölbefresken stellen daher die Patrone beider Diözesen dar: Karl der Große, Simon Petrus, Kassian, Ingenuin, Albuin, Pirmin, Sebastian, Gertraud, Ottilia, Lucia, Lucius, Florinus, Arbogast, Theobald
- Wandpfeiler

Stifter Johannes von Seng († 1394), Heiliger Erasmus
- Nordwand

Christus als Schmerzensmann in der Tumba, die Heiligen Agnes, Maria und Johannes der Evangelist, thronende Madonna mit den Heiligen Andreas und Georg, Stifter Peter Nangenor († 1410), Christophorus als Gegenstück zum Miles christianus
- Südwand über der Fensterreihe

Die Heiligen Felix, Regula, Exuperantius und Alexius

### Dreizehnte Arkade

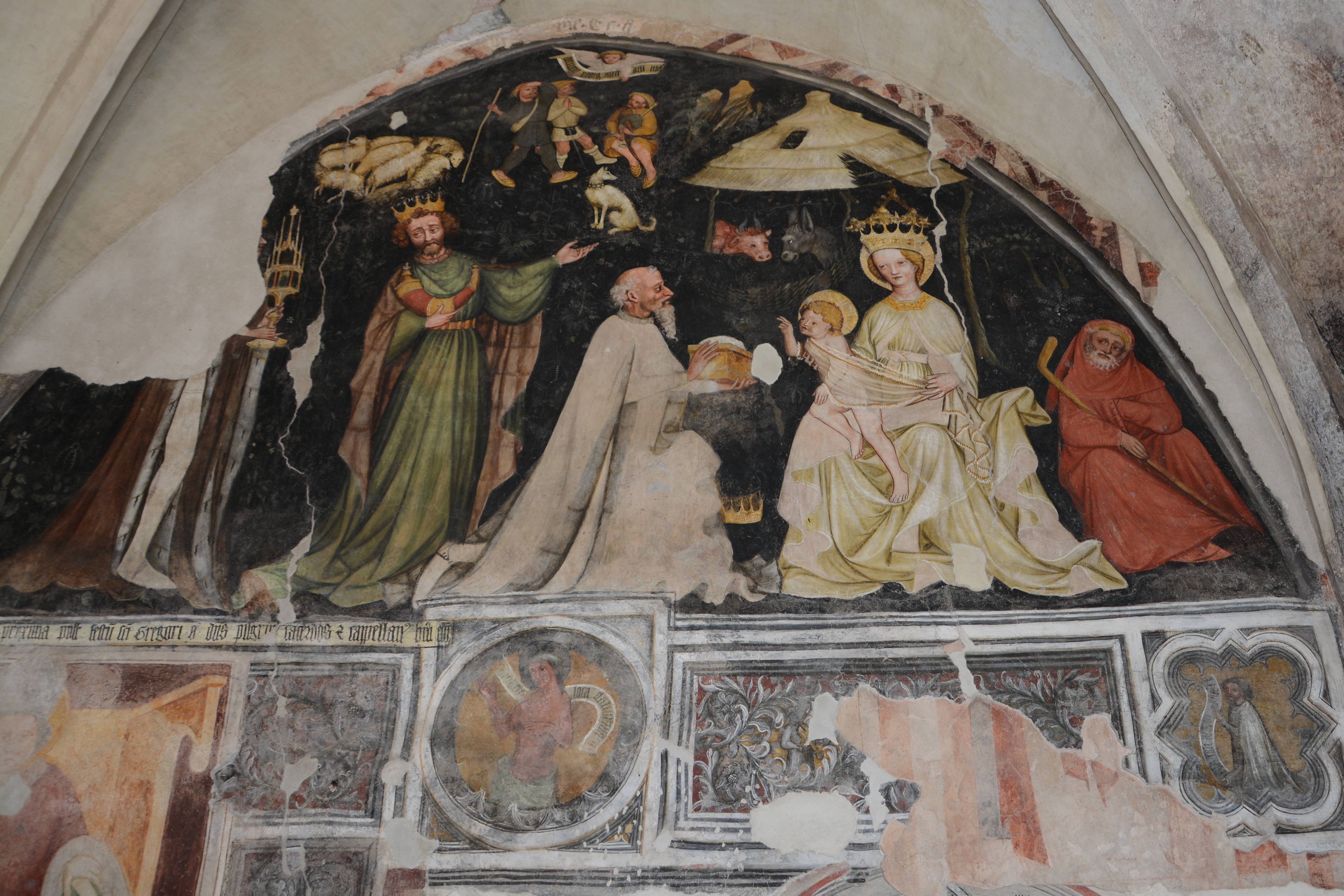
13. Arkade: Anbetung der Könige

Diese Arkade befindet sich an der Nordostecke des Kreuzganges. Beim Umbau des Domes im 18. Jahrhundert wurde das Kreuzgratgewölbe weitgehend zerstört und erst 1960 wiederhergestellt. Die Fresken stammen großteils vom Anfang des 15. Jahrhunderts.
- Gewölbe

Die Fresken sind bis auf die Darstellung der Aufnahme Mariens in den Himmel zerstört.
- Nordwand

Mariä Verkündigung (aus Fragmenten zusammengesetzt), Christi Geburt mit zwei Heiligen und zwei Stiftern
- Ostwand

Anbetung der Könige mit dem Heiligen Lambert (datiert 1410), Ornamentstreifen mit Schmerzensmann und Stifterfigur, Totenschild des Konrad Schaller von Rottenbuch († 1413), Replik des Totenschildes; Grund für diese Replik war, dass das Original 1426 durch ein neues Fresko überdeckt wurde, das abgenommen und im Diözesanmuseum verwahrt ist.

### Vierzehnte Arkade

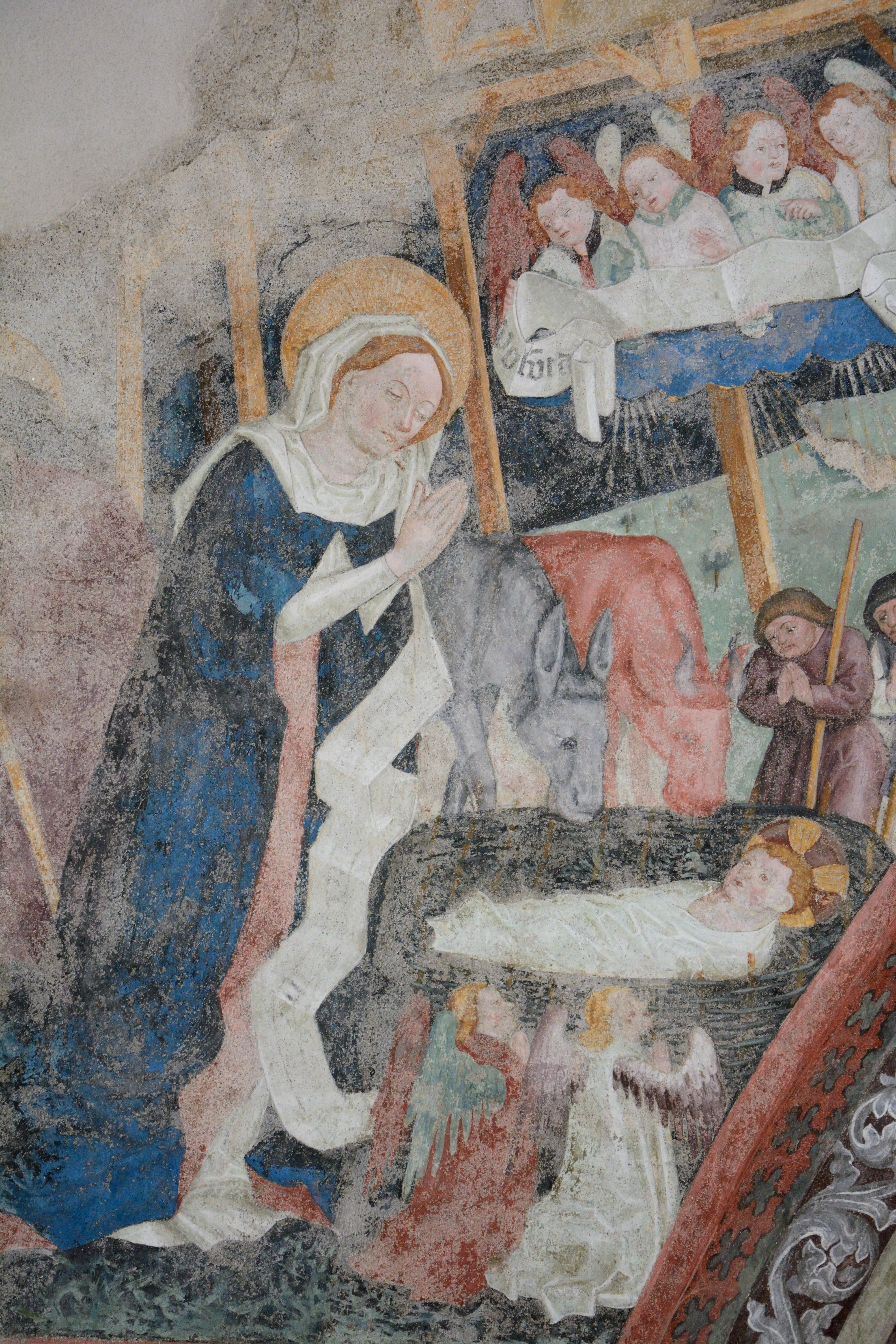
14. Arkade: Geburt Christi

Diese und die folgenden Arkaden befinden sich im Ostflügel des Kreuzgangs. Die Fresken wurden um 1463 von der Werkstatt des Meisters Leonhard von Brixen geschaffen und zeigen die sieben Freuden Mariens mit alttestamentlichen Vorbildern.
- Gewölbe

Rebekka am Brunnen, der brennende Dornbusch, das Vlies Gideons, Mariä Heimsuchung, Geburt Christi, Darstellung Jesu im Tempel
- Westwand über der Fensterreihe

Mariä Verkündigung
- Ostwand

Auffindung Jesu im Tempel, Krönung Mariens mit dem Stifter Johannes Grizimola († 1463)

### Fünfzehnte Arkade
Die Fresken der Ostwand sind im höfischen Stil der ersten Hälfte des 15. Jahrhunderts gemalt. Die anderen Fresken dieser Arkade stammen aus der Zeit nach 1450 und stammen aus dem Umfeld des Meisters Leonhard von Brixen.
- Gewölbe

Von den Gewölbefresken sind nur Fragmente erhalten: zwei Engel, Flucht nach Ägypten, Mose mit der glühenden Kohle, das reinigende Bad des an Aussatz erkrankten syrischen Heerführers Naaman, das eherne Meer
- Ostwand

Thronende Madonna mit den Heiligen Ulrich, Leonhard, Katharina und Barbara, der Stifter Johann Nobilis († 1456?), Daniel, der Stab Aarons, Augustus und die Sibylle, Bileam
- Westwand über der Fensterreihe

Die drei Jünger am Berg der Verklärung

### Unbemalte Arkaden
Die Südostecke des Kreuzgangs (16.–20. Arkade) war nie bemalt. Dort durften Krämer ihre Waren feilbieten und die Domschüler sich aufhalten.

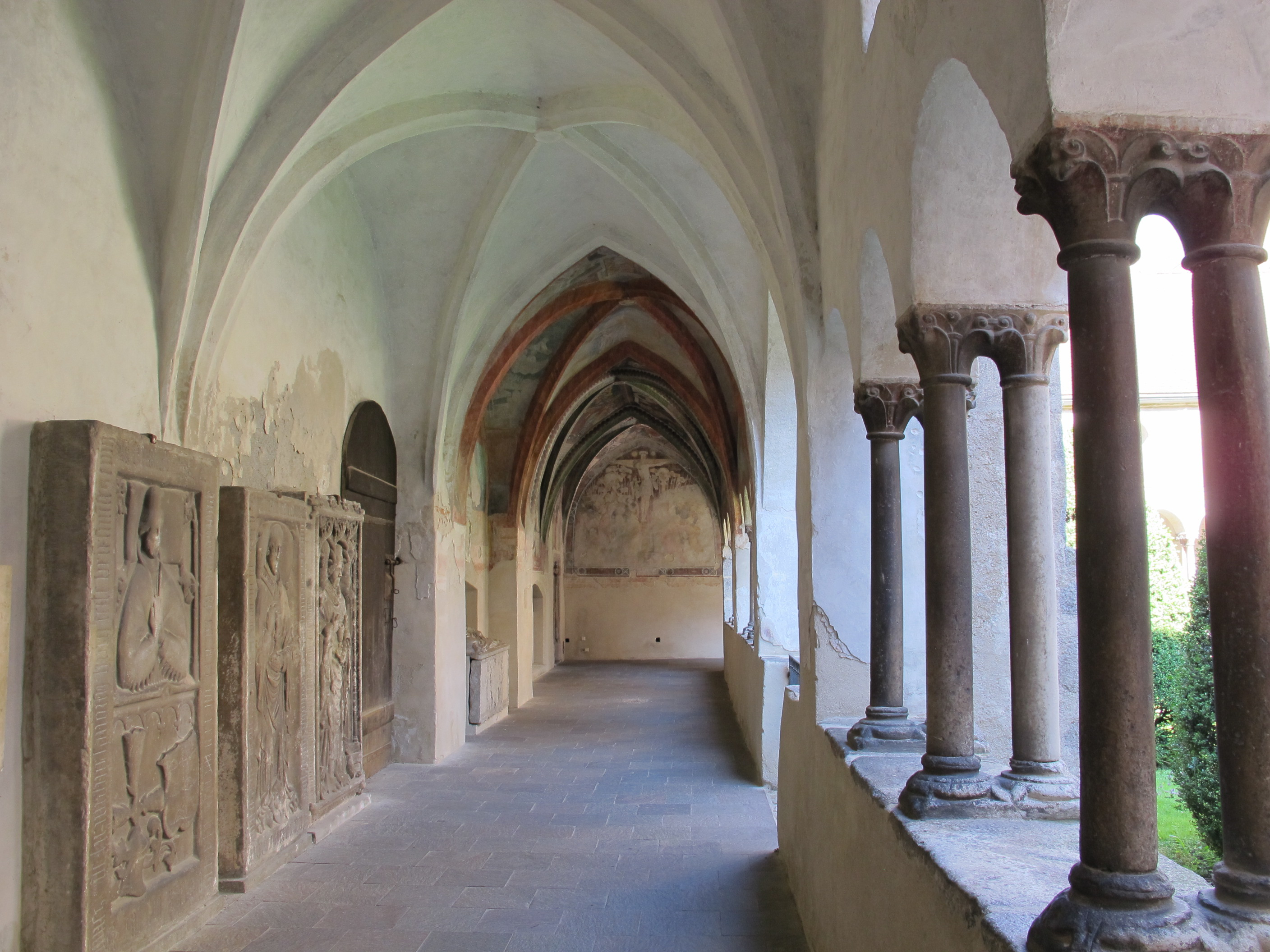
Unbemalte Arkaden im Südflügel